# Présidence de Nicolas Sarkozy
Président de la République française
Présidence de Jacques Chirac Présidence de François Hollande
La présidence de Nicolas Sarkozy commence le 16 mai 2007 lors de la cérémonie de passation des pouvoirs au palais de l'Élysée entre le président sortant Jacques Chirac et son successeur Nicolas Sarkozy. Le mandat se termine le 15 mai 2012, lors de la passation des pouvoirs avec François Hollande.
Nicolas Sarkozy est le 23e président de la République française et le 6e président de la Ve République. Durant sa présidence, la France connaît trois gouvernements successifs, tous placés sous l'autorité du Premier ministre François Fillon : les gouvernements Fillon I, II et III.
Sa présidence fut notamment marquée par une crise financière et économique mondiale, par l'intervention en Libye de 2011 et par une forte inflation législative. Parmi les principales lois votées, figurent la signature du traité de Lisbonne, le grenelle de l'environnement, la loi d'autonomie des universités et la réforme des retraites amenant toutes les deux à d'importantes manifestations.

## Les gouvernements Fillon

### Premier gouvernement Fillon (mai 2007 à juin 2007)
Le 17 mai 2007, Nicolas Sarkozy nomme François Fillon au poste de Premier ministre. Ce dernier forme le lendemain un gouvernement réduit à 15 ministres (huit hommes et sept femmes), auxquels s'ajoutent quatre secrétaires d'État et un haut-commissaire. Le gouvernement est formé de personnalités de droite, mais aussi de gauche, du centre droit et de la société civile. Le ministère de l'Économie et des Finances est scindé en deux, l'un chargé du budget de l'État, l'autre de la stratégie économique et du développement. Conformément au Pacte écologique signé par Nicolas Sarkozy durant la campagne présidentielle, Alain Juppé prend la tête d'un grand ministère alliant l'écologie, l'aménagement territorial et le transport. Le ministère de l'Immigration, de l'Intégration, de l'Identité nationale et du Codéveloppement, sujet à polémiques, est également créé.
À l'issue du second tour des élections législatives de juin 2007, l'UMP conserve la majorité absolue à l'Assemblée nationale, avec 313 élus sur 577. Conformément à la tradition, François Fillon remet sa démission au président de la République le 18 juin 2007, qui le reconduit dans sa fonction pour former un nouveau gouvernement, sans Alain Juppé, seul ministre battu dans sa circonscription.

### Deuxième gouvernement Fillon (juin 2007 à novembre 2010)

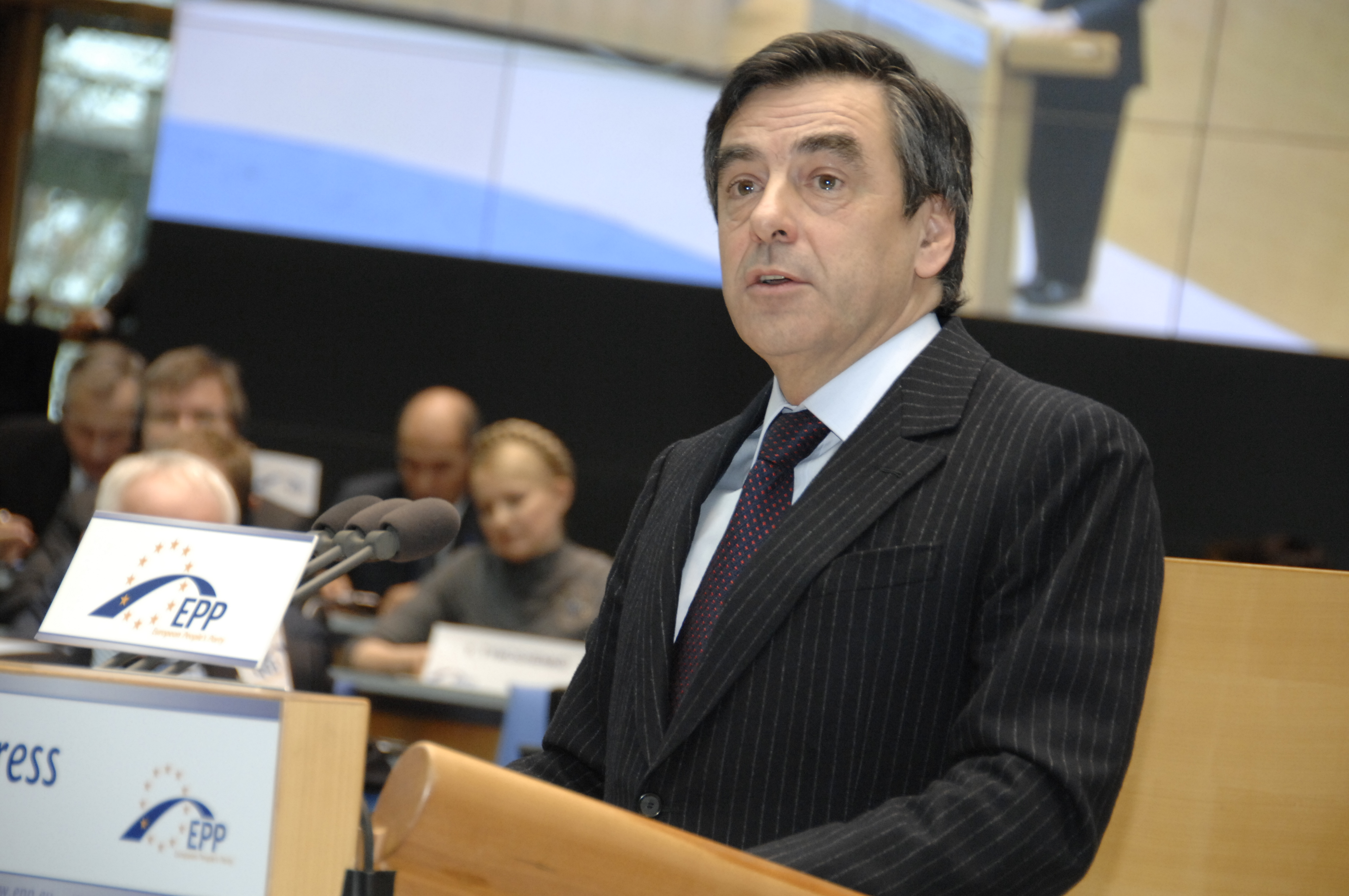
François Fillon à Bonn, en 2009.

En août 2007, la loi relative aux libertés et responsabilités des universités (LRU), défendue par Valérie Pécresse, est définitivement adoptée par le Parlement. Cette réforme de l'enseignement supérieur donne plus d'autonomie aux universités françaises, afin qu'elles puissent « gérer leurs filières d'enseignement, recruter leurs élèves et leurs enseignants, les rémunérer comme elles l'entendent, utiliser leur patrimoine immobilier et signer des partenariats industriels ou scientifiques ». Critiquée par les syndicats d'enseignants-chercheurs et d'étudiants, elle est présentée par la droite comme l'un des succès du quinquennat de Nicolas Sarkozy puisque 90 % des universités ont opté pour la gestion autonome au 1er janvier 2011. Un rapport d'information sénatorial estime que la mise en œuvre de cette loi a « renforcé l'attractivité des postes administratifs des universités » et permis le recrutement de professeurs étrangers renommés, tel George Fitzgerald Smoot.
La loi en faveur du travail, de l'emploi et du pouvoir d'achat (TEPA), qui prévoit entre autres la défiscalisation des heures supplémentaires, l'allègement des droits de succession, la déduction fiscale sur les intérêts d'emprunt immobilier, l'abaissement du bouclier fiscal, est votée en août 2007. Au premier mois de son entrée en vigueur, en octobre 2007, une enquête de l'Agence centrale des organismes de sécurité sociale (ACOSS) indique que 40 % des entreprises de plus de dix salariés ont déclaré une exonération relative à la loi TEPA et que 75 % des entreprises de plus de dix salariés ont l'intention d'utiliser cette mesure.
Durant les mois suivants, plusieurs lois sont votées pour limiter l'immigration clandestine (loi du 20 novembre 2007, controversée en raison de l'établissement d'un dispositif sur les tests génétiques – l'amendement « Mariani » – ainsi que de l'autorisation d'effectuer des statistiques ethniques, cette dernière disposition ayant été censurée par le Conseil constitutionnel.
En matière judiciaire, la loi sur la récidive d'août 2007, instaure des peines-plancher. Elle est complétée par la loi du 25 février 2008 relative à la rétention de sûreté qui est adoptée en procédure d'urgence (article 45) puis partiellement censurée par le Conseil constitutionnel.
Fin 2007, le service minimum dans les transports et les écoles est institué. Un service minimum d'accueil dans les établissements scolaires est imposé aux mairies, mais ce dispositif rencontre de nombreuses difficultés de mise en œuvre du fait de mauvaises volontés politique ou de réels problèmes d'organisation notamment dans les petites communes rurales. À la fin de l'année 2007, est également votée la réforme des régimes spéciaux de retraite, visant à harmoniser les « principaux paramètres de ces régimes avec ceux de la fonction publique ». Une franchise médicale sur les médicaments, les actes paramédicaux et les transports sanitaires entre en vigueur le 1er janvier 2008. En parallèle, Nicolas Sarkozy met en place le plan Alzheimer, doté de 1,6 milliard d'euros sur cinq ans.
Recevant le titre de chanoine honoraire de Saint-Jean-de-Latran le 20 décembre 2007, Nicolas Sarkozy prononce un discours dans lequel il fait référence à l'encyclique Spe Salvi du pape Benoît XVI, rappelle les liens qui unissent la France et le Saint-Siège et appelle à une laïcité moins rigide, qu'il nomme « laïcité positive ». Se définissant comme un catholique non-pratiquant, il est considéré comme le premier président de la Ve République à donner des signes publics de pratique religieuse : il a publié en 2004 un livre d'entretien avec un prêtre dominicain ; s'est affiché aux côtés d'André Vingt-Trois ; s’est engagé, s’il est élu président de la République, à se retirer quelques jours dans un monastère ; est le premier président de la Ve République à se signer lors d'une cérémonie officielle — ce qu'il faisait déjà comme ministre d'Etat (2004-2007),,,.
Après la défaite de la droite aux élections municipales et cantonales, Nicolas Sarkozy procède, le 18 mars 2008, à un remaniement ministériel, faisant entrer six nouveaux secrétaires d'État dans le gouvernement. Dans le même temps, il appelle à la création d'un « comité de liaison pour renforcer les liens à l'intérieur de la majorité et préparer les futures échéances politiques » : le Comité de liaison de la majorité présidentielle voit officiellement le jour en juin de l'année suivante.
En avril 2008, est lancée la première étape de la révision générale des politiques publiques (RGPP), qui a pour objectif la réforme de l'État, la baisse des dépenses publiques et l'amélioration des politiques publiques.

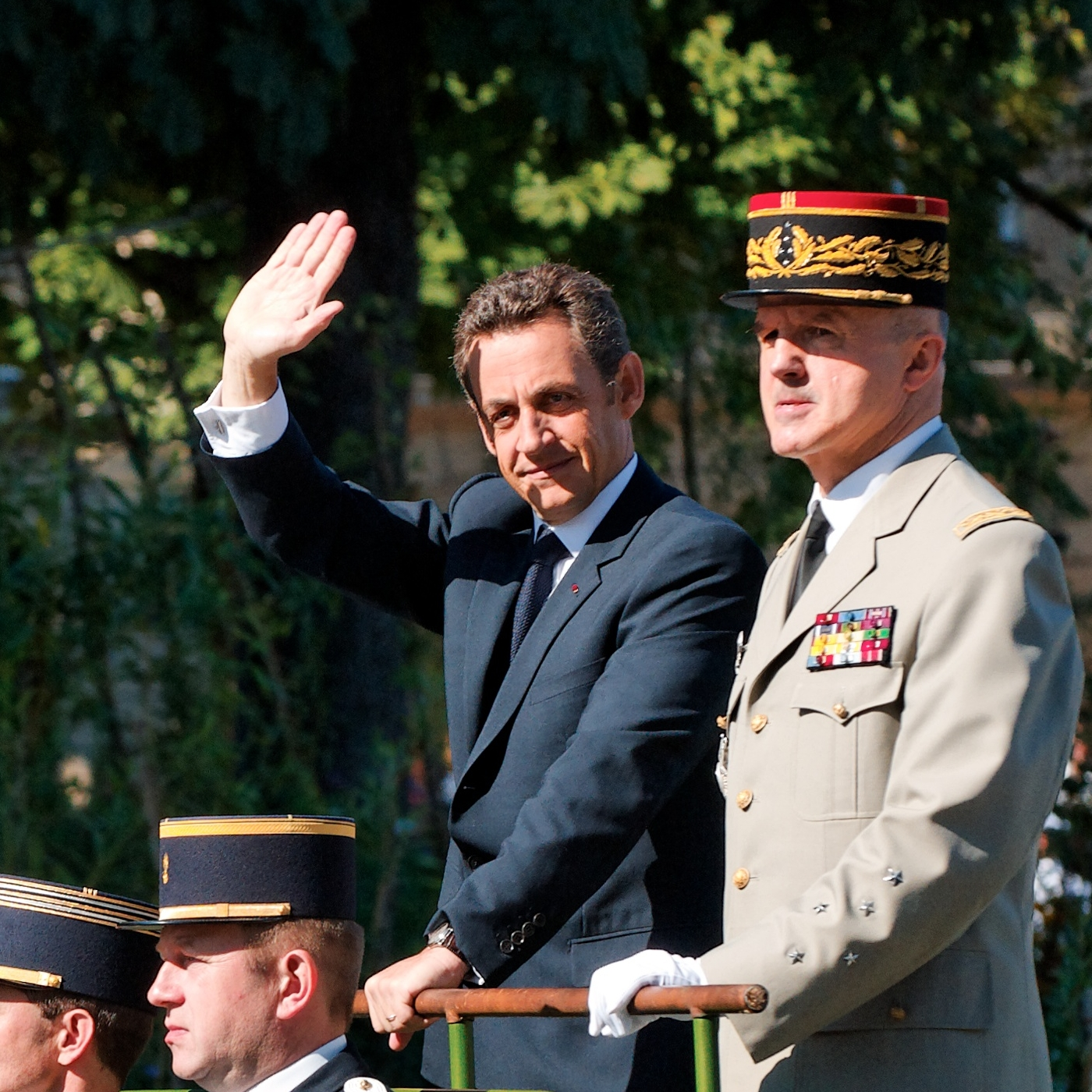
Nicolas Sarkozy aux côtés du général Georgelin, lors du défilé du 14 juillet 2008.

La loi Chatel, qui doit favoriser la libre concurrence et la baisse des prix, et la loi de modernisation de l'économie (LME), qui crée notamment le statut d'auto-entrepreneur, sont adoptées en 2008. Au 31 décembre 2009, l'INSEE comptabilise 320 019 demandes de création en auto-entrepreneur et l'objectif d'un milliard d'euros de chiffre d'affaires est atteint.
Conformément à ses engagements de campagne, Nicolas Sarkozy abaisse la TVA dans la restauration de 19,6 à 5,5 % pour favoriser l'emploi et relancer la consommation. En 2015, la Cour des comptes fait un bilan très mitigé de cette mesure, qu'elle considère comme « coûteuse pour les finances de l’État et inefficace économiquement ».
Une réforme de la Constitution est adoptée par le Congrès du Parlement le 21 juillet 2008 à deux voix de majorité. Critiquée par une grande partie de l'opposition, elle limite notamment le nombre de mandats consécutifs du président de la République à deux, permet à celui-ci de pouvoir s'exprimer devant le Congrès, donne des pouvoirs supplémentaires au Parlement en matière législative et de contrôle, crée le poste de défenseur des droits.
Devant la crise financière mondiale qui commence en 2007 et menace l'économie française, il met en place, en octobre 2008, un plan de sauvetage des banques françaises, dans le but de « ne pas avoir à faire supporter aux Français le coût exorbitant qu’aurait une défaillance de tout le système bancaire ». Ce plan prévoit la garantie par l'État des prêts interbancaires à hauteur de 320 milliards d’euros et dans la limite de cinq ans, ainsi que la recapitalisation des banques en difficulté à hauteur de 40 milliards d’euros, Nicolas Sarkozy indiquant que « l’État ne laissera aucune banque faire faillite ». Dans un discours prononcé à Toulon, le 25 septembre 2008, Nicolas Sarkozy déclare : « Au fond, c'est une certaine idée de la mondialisation qui s'achève avec la fin du capitalisme financier qui avait imposé sa logique à toute l'économie et avait contribué à la pervertir. L'idée de la toute-puissance du marché qui ne devait être contrarié par aucune règle, par aucune intervention politique, cette idée de la toute-puissance du marché était une idée folle. » Décrit par le journaliste Franz-Olivier Giesbert comme un « opportuniste, assez étatiste, vaguement social et plutôt libéral », Nicolas Sarkozy ne pouvait selon lui « être pris de court par la crise financière, comme les idéologues à la Bush » et ne pouvait que retomber « sur un de ses pieds ».
Cette crise financière, la plus importante depuis 1929, entraîne un recul important de l'activité et une hausse considérable des endettements publics dans les pays industrialisés. Ainsi, en France, le chômage progresse de deux points entre fin 2007 et fin 2009. Pour relancer l'économie française, Nicolas Sarkozy annonce, en décembre 2008, un plan de relance d'un montant de 26 milliards d'euros, notamment pour assurer le financement des PME. Après avoir atteint 10 % début 2010, le chômage baisse légèrement ou stagne sur les trois semestres suivants, la croissance s'améliorant en 2010. Le chômage repart ensuite à la hausse, et il y aura plus de 1 100 000 chômeurs en plus, toutes catégories confondues, sur l'ensemble du quinquennat.
À la suite des élections européennes de 2009, qui voient les listes de la majorité présidentielle (UMP-NC-LGM) arriver largement devant les autres listes, le gouvernement François Fillon II est remanié le 23 juin : huit membres du gouvernement quittent leurs fonctions, autant font leur entrée (l'« ouverture » est poursuivie, avec l'arrivée de Frédéric Mitterrand et Michel Mercier) et quatorze voient leurs attributions modifiées. Nicolas Sarkozy poursuit sa politique d'« ouverture » en nommant le divers gauche Michel Charasse membre du Conseil constitutionnel et le socialiste Didier Migaud à la présidence de la Cour des comptes en février 2010.
Début 2009, il annonce la création du Conseil de la création artistique, qu'il préside avec Christine Albanel, Marin Karmitz étant nommé délégué général. Cahiers du cinéma voit en cette organisation la manière d'infliger un camouflet au ministère de la Culture. La même année, il annonce la création d'une « Maison de l’histoire de France ». Cette décision suscite le scepticisme chez plusieurs historiens, qui y voient une instrumentalisation de l'écriture de Histoire par le Politique. Le montage administratif, le projet éditorial, les conséquences d'un tel projet sur les autres musées nationaux, font polémique. Le projet est abandonné en 2012 par le gouvernement de gauche.
Le 1er juin 2009, la généralisation du revenu de solidarité active (RSA), qui remplace le RMI et l'API, est saluée par une partie de l'opposition.
À la suite de la tenue du Grenelle Environnement, ensemble de rencontres politiques, à l'automne 2007, la loi Grenelle I est définitivement adoptée le 23 juillet 2009 et promulguée le 3 août suivant. Il s'agit de mesures destinées à lutter contre le réchauffement climatique, pour la protection de la biodiversité et pour la réduction des pollutions. La loi Grenelle II, qui complète et applique la première, est votée en juillet 2010.

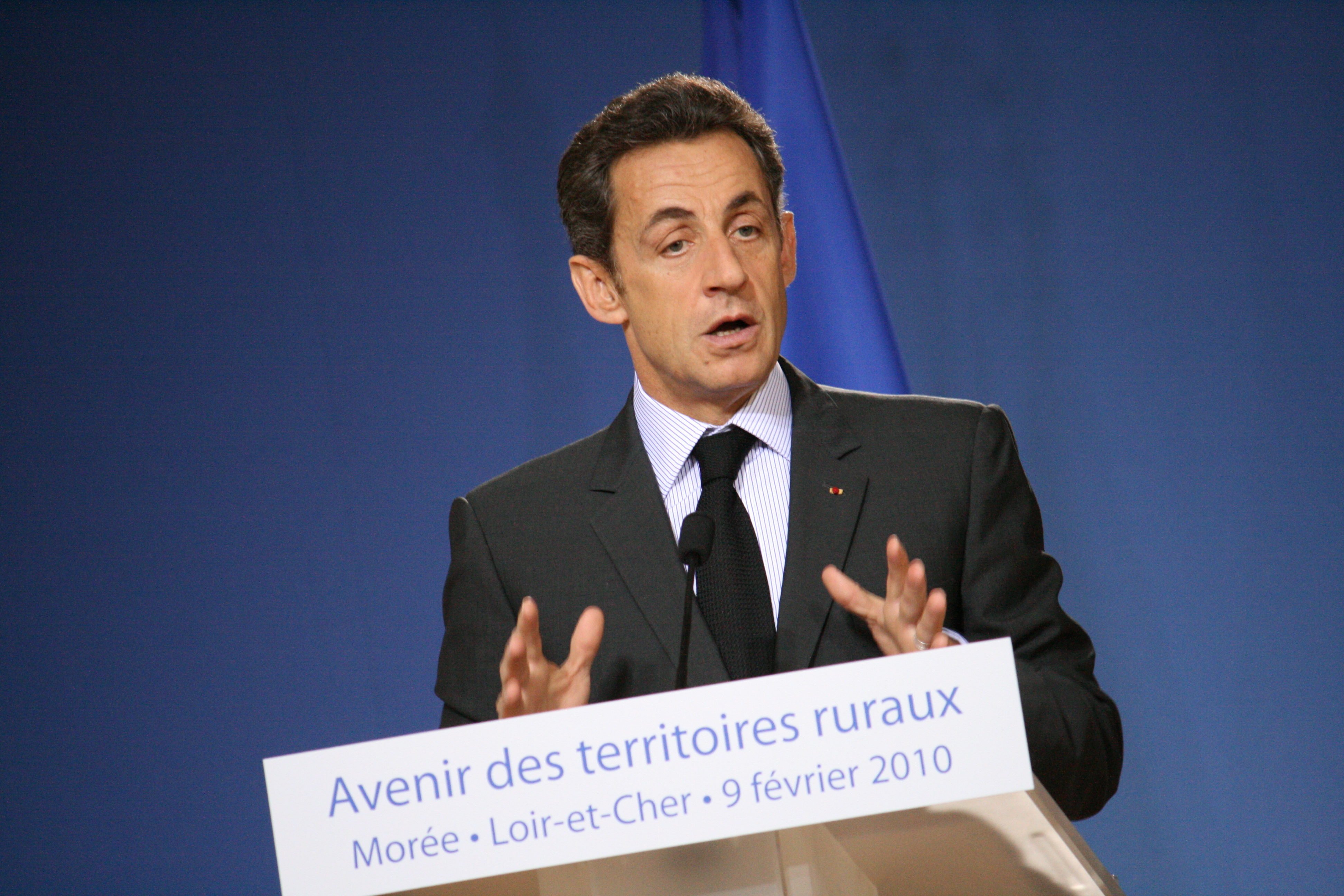
Nicolas Sarkozy prononçant un discours sur l'avenir des territoires ruraux, dans le Loir-et-Cher, le 9 février 2010.

Un grand emprunt, préparé par la commission Juppé-Rocard, est lancé en 2010 sur les marchés financiers. Il doit permettre d'investir dans les secteurs de l'enseignement supérieur et de la formation, de la recherche, de l'industrie et des PME, du numérique et du développement durable. Sur les 35 milliards d'euros d'investissements, 22 milliards doivent être levés sur les marchés financiers et 13 milliards doivent provenir des aides remboursées à l'État par les banques à la suite du plan de sauvetage de 2008. Parmi les projets financés figure notamment la création du cluster technologique Paris-Saclay, au sud-ouest de la capitale, qui doit concentrer 350 000 emplois et 25 % de la recherche publique française en 2020.
Lors du sommet social du 10 mai 2010, alors que la dette publique de la France dépasse les 80 % du PIB, Nicolas Sarkozy annonce son intention de « redresser [les] finances publiques ». Le 26 juin suivant, à l'occasion du G20 de Toronto, il manifeste son opposition à un plan de rigueur sévère en France et en Allemagne, se prononçant pour des ajustements budgétaires « progressifs » à partir de 2011, avec « pas trop d'impôts », afin de ne pas stopper le début de reprise économique. À la fin du mandat de Nicolas Sarkozy, la dette publique de la France aura finalement augmenté de 500 milliards d'euros et de 25 points, passant de 65 % en 2007 à 90 % en 2012.
Suivant une recommandation du Conseil constitutionnel, Nicolas Sarkozy annonce le 13 juillet 2010 le dépôt d'un projet de loi permettant aux anciens combattants africains de « bénéficier désormais des mêmes prestations de retraite que leurs frères d'armes français ». Cette mesure est saluée par les dirigeants de 13 anciennes colonies françaises en Afrique invités à l'Élysée.
Alors que le rapport de la Cour des comptes portant sur l'année 2008 jugeait « exorbitantes » certaines dépenses de l’Élysée, Nicolas Sarkozy propose plus de transparence. Le 15 juillet 2010, la Cour des comptes publie un rapport sur les comptes et la gestion des services de la présidence de la République , qui souligne « un sérieux effort », entre autres sur le coût des sondages,. L'année suivante, en juillet 2011, la Cour des comptes constate que « la gestion des services de la présidence s'est améliorée de manière ininterrompue » de 2008 à 2010, tout en notant que d'autres économies sont encore possibles,. 
Le président de la République présente, le 27 juillet 2010, ses grands axes pour réorganiser la filière nucléaire française, qui avait manqué en décembre 2009 un important appel d'offres pour la construction de quatre réacteurs à Abou Dabi. S'inspirant des conclusions du rapport commandé à François Roussely, il annonce ainsi une coopération renforcée entre EDF et Areva. Dans le cadre de cet accord stratégique, l'éventualité d’une prise de participation d'EDF dans le capital d'Areva « sera examinée ».
Le 30 juillet 2010, en déplacement à Grenoble, Nicolas Sarkozy annonce sa volonté de mettre en place un ensemble de mesures destinées à lutter contre la grande délinquance et les agressions contre les membres des forces de l'ordre. Ces mesures prévoient l'élargissement des possibilités de déchéance de la nationalité française aux personnes d'origine étrangère « qui porterait volontairement atteinte à la vie d'un policier, d'un gendarme, d'un militaire », l'acquisition de la nationalité par un mineur délinquant ne serait plus automatique au moment de sa majorité civile, l'extension des peines plancher « à toutes les formes de violences aggravées », ainsi qu'un débat au Parlement sur une peine de prison incompressible de trente ans pour les assassins de policiers ou de gendarmes. Ce « discours de Grenoble » est suivi de nombreux éloignements de Roms en situation irrégulière, et lui attire de nombreuses critiques, dont celle de favoriser la montée du racisme en France. Les mesures annoncées par Nicolas Sarkozy, sont traduites au niveau législatif en septembre 2010, par le dépôt de plusieurs amendements à la loi (Loppsi 2).
Nicolas Sarkozy confie la gestion politique de la réforme des retraites, qui prévoit notamment le relèvement de l'âge légal de départ de 60 à 62 ans, au Premier ministre François Fillon, le ministre du Travail Éric Woerth étant considéré comme affaibli par l'affaire Woerth-Bettencourt. Le 8 septembre 2010, au lendemain d'une journée de mobilisation contre cette réforme, il annonce quelques aménagements, parmi lesquels la possibilité pour les personnes présentant un taux d'incapacité d'au moins 10 % (et non plus 20) de continuer à partir à la retraite dès 60 ans et l'aménagement des fins de carrière des salariés exposés à des facteurs de pénibilité.

### Troisième gouvernement Fillon (novembre 2010 à mai 2012)
À partir de décembre 2010, il collabore avec le prince Louis de Bourbon pour la réinhumation de la tête du roi Henri IV dans la nécropole royale de la Basilique Saint-Denis. Selon Jean-Pierre Babelon, Nicolas Sarkozy prévoit initialement une cérémonie pour mai 2012. Cependant, la controverse autour de la relique et la campagne présidentielle repoussent la date de la célébration et le projet est ensuite abandonné par François Hollande.
Les élections cantonales de mars 2011 provoquent, dans 200 circonscriptions, des duels au second tour entre le FN et le PS, l'UMP étant éliminée au premier tour. Nicolas Sarkozy indique aux cadres de l'UMP une stratégie du « ni FN, ni PS », sans préciser explicitement l'abstention ou le vote blanc ou nul. Un débat se crée alors dans la majorité présidentielle. Une enquête TNS Sofres publiée après le second tour indique que 49 % des sympathisants de droite des cantons concernés ont trouvé la consigne claire, avec une prise en compte effective dans 20 % des cas.
En août et novembre 2011, il demande au gouvernement de préparer deux plans d'économie, de successivement douze et sept milliards d'euros. Le premier prévoit, entre autres, l'instauration d'une taxe exceptionnelle sur les revenus fiscaux supérieurs à 500 000 euros par an, une modification de la taxation des plus-values immobilières, une hausse des prélèvements sociaux sur les revenus du capital, tandis que le second doit notamment permettre l'accélération du calendrier de transition vers l'âge de départ à la retraite à 62 ans, la mise en place d'un taux intermédiaire de TVA à 7 %, la désindexation partielle des prestations sociales, une réduction des dépenses de la Sécurité sociale et des ministères. Certains observateurs, y compris dans son propre camp, considèrent qu'au début de sa présidence, les recettes de l'État ont baissé. Le rapport annuel 2010 de la Cour des comptes signale que « la perte potentielle pour l'État au titre de l'impôt sur les sociétés [s'élève] à 50 milliards fin 2009 ». Pour sa part, le rapporteur UMP de la commission des Finances de l'Assemblée nationale, Gilles Carrez, la chiffre à 36 milliards,. De son côté, le ministère de Budget indique que, pour 2011, les recettes sont en hausse, la part des dépenses publiques dans le PIB en baisse et que le déficit de l'État a été ramené de 7,1 % du PIB en 2010 à 5,2 %. Selon le think tank de centre gauche Terra Nova, le quinquennat de Nicolas Sarkozy a été marqué par une augmentation sans précédent de la dette, indiquant que de 2007 à 2010, la dette des administrations publiques a connu une hausse de près de 50 %, passant de 1 100 milliards d’euros en 2007 à 1 700 milliards d'euros en 2011 et plus de 1 800 milliards d'euros en 2012. Selon la Cour des comptes, un tiers de l'accroissement de la dette est dû à la crise, le reste étant le fruit de choix politiques, notamment fiscaux avec la loi TEPA, votée en 2007. Par ailleurs, de 2008 à 2011, en grande partie sous l'effet de la crise, le niveau de vie des 10 % les plus aisés de la population a progressé alors que celui des 30 % les plus pauvres a baissé, tandis que le nombre de pauvres est passé de 7,8 millions à 8,7 millions,,,.

## Politique internationale
En décembre 2008, le Time Magazine le classe au troisième rang des personnalités de l'année, juste derrière Barack Obama et Henry Paulson. Il est également classé au troisième rang des personnalités les plus puissantes du monde pour l'année 2009 par le magazine Newsweek, après Barack Obama et Hu Jintao.

### Interventionnisme

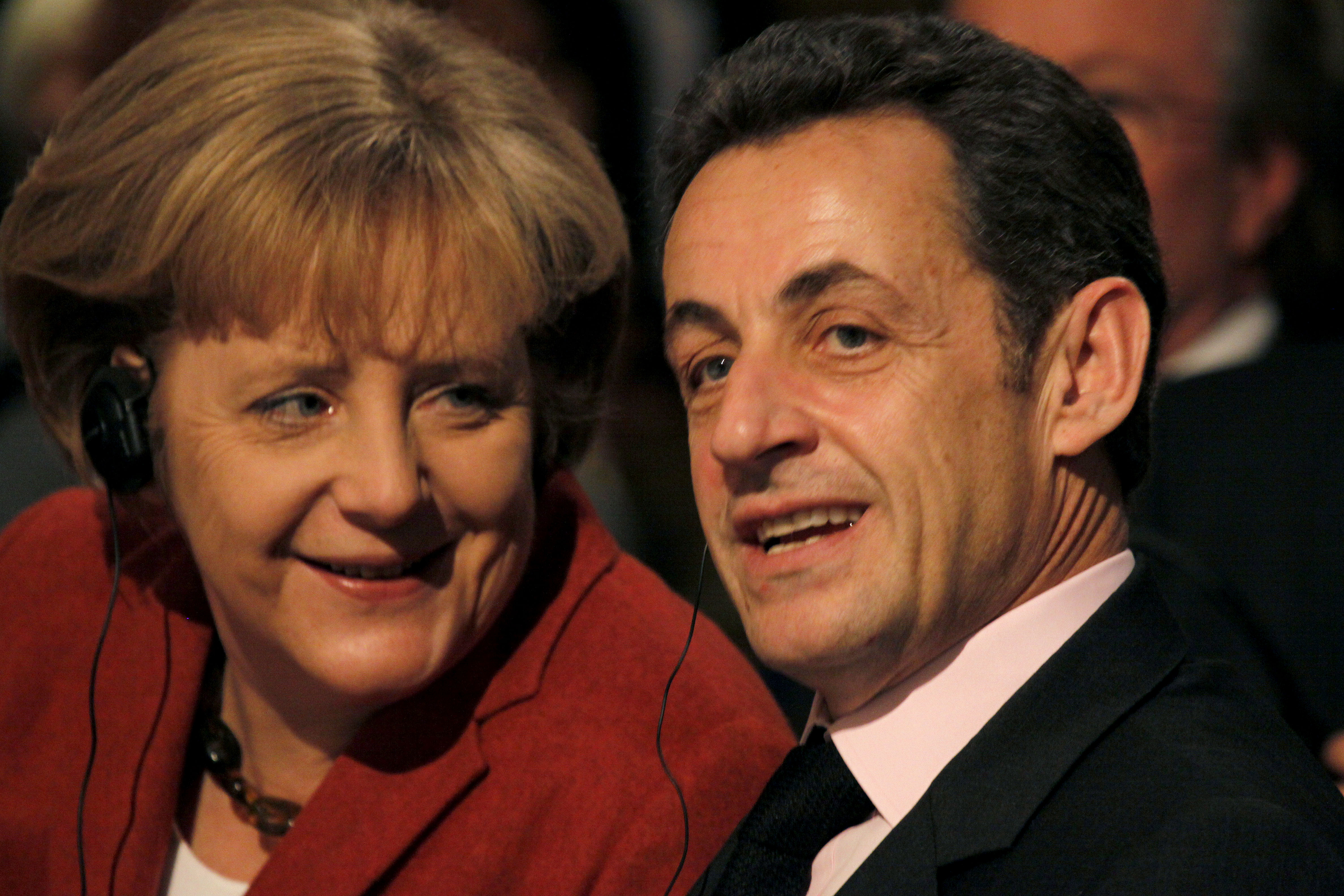
Nicolas Sarkozy en compagnie de la chancelière allemande, Angela Merkel, le 7 février 2009.

Les débuts de la politique internationale de Nicolas Sarkozy sont marqués par un interventionnisme prononcé.
Nicolas Sarkozy avait émis le souhait, durant sa campagne présidentielle, que la France prenne la défense des femmes, et notamment celle d'Íngrid Betancourt, otage des FARC en Colombie, et des infirmières bulgares prisonnières en Libye[réf. souhaitée]. Il finalise la libération des infirmières bulgares, sur laquelle la Commission européenne a travaillé plusieurs années, envoyant son épouse Cécilia les chercher. En possible contrepartie de cette libération, il signe, au lendemain de cette libération, une série de contrats avec Mouammar Kadhafi, qu'il reçoit par ailleurs au palais de l'Élysée en décembre 2007.
Au début du mois d'août 2008, le président géorgien Mikheil Saakachvili lance une offensive militaire pour reprendre le contrôle de l'Ossétie du Sud, aux mains des séparatistes pro-russes. L'armée russe riposte, puis avance vers la capitale de la Géorgie, Tbilissi. Le 12 août 2008, Nicolas Sarkozy se rend à Moscou pour faire cesser les combats, bien que le président américain George W. Bush le lui ait déconseillé[réf. nécessaire]. Il va ensuite à Tbilissi, où le président Saakachvili signe l'accord de paix formulé par Nicolas Sarkozy et Dmitri Medvedev, ce qui empêche selon les commentateurs l'annexion pure et simple de la Géorgie par la Russie. Dans Le Monde, Arnaud Leparmentier estime que le président français a fait preuve d'un « activisme inédit en Europe » et que la médiation aurait sans doute échoué « si les Français avaient travaillé dans les règles de l'art, convoquant d'abord une réunion de leurs ministres des Affaires étrangères, comme cela avait été initialement envisagé. »

### Défense

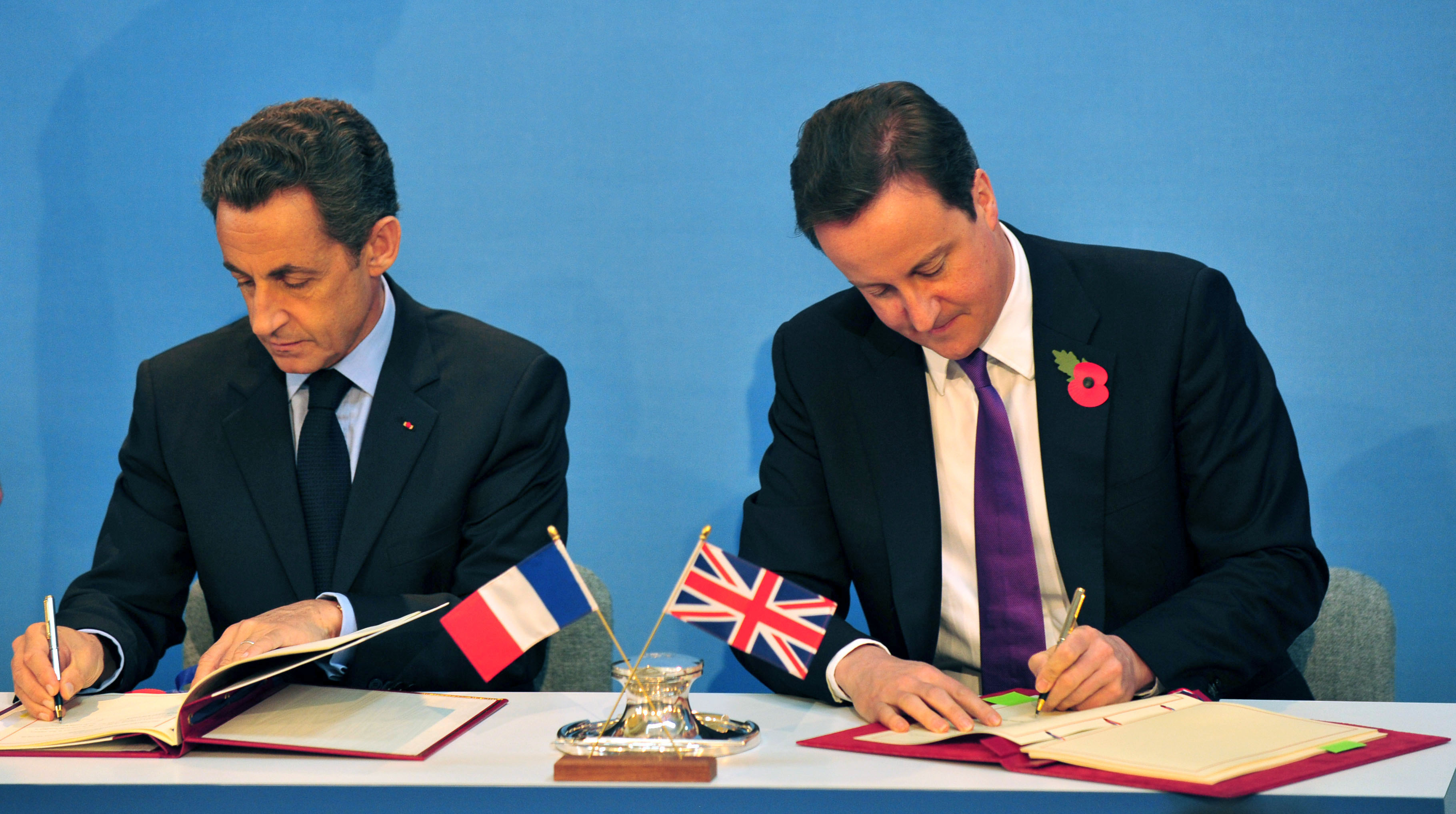
Nicolas Sarkozy signant des traités de coopération dans les domaines de la défense et de la sécurité avec le Premier ministre britannique David Cameron, le 2 novembre 2010.

Bien qu'il ait suggéré un retrait des troupes françaises présentes dans le cadre de la force internationale d'assistance et de sécurité sous l'égide de l'OTAN et mandaté par le Conseil de sécurité des Nations unies pendant la campagne électorale de 2005, Nicolas Sarkozy annonce en novembre 2007 un renforcement des effectifs militaires français, précisant que « l'échec n'est pas une option »,.
Le 12 juillet 2011, en visite à Kaboul, il déclare qu'« il faut savoir finir une guerre » et annonce le retrait d'un quart des effectifs français, soit un millier de soldats, d'ici fin 2012. Il confirme qu'en 2014, tous les soldats français seront partis d'Afghanistan.
En conformité avec le Livre blanc sur la Défense et la Sécurité nationale de 2008, il réduit les effectifs de l'armée française et l'engagement militaire permanent en Afrique et ouvre avec l'Implantation militaire française aux Émirats arabes unis la première base militaire française à l'étranger depuis cinquante ans.
Annoncée fin 2008, la réintégration de la France dans le commandement intégré de l'OTAN devient effective en avril 2009. Cette réintégration est critiquée par une partie de la classe politique française, qui dénonce un rapprochement avec les États-Unis et considère qu'il s'agit-là d'une trahison de l'héritage du général de Gaulle, tandis que la majorité présidentielle souligne les contreparties obtenues et estime que cette décision permet de mettre fin à une hypocrisie.

### Politique africaine et méditerranéenne et moyen-orientale

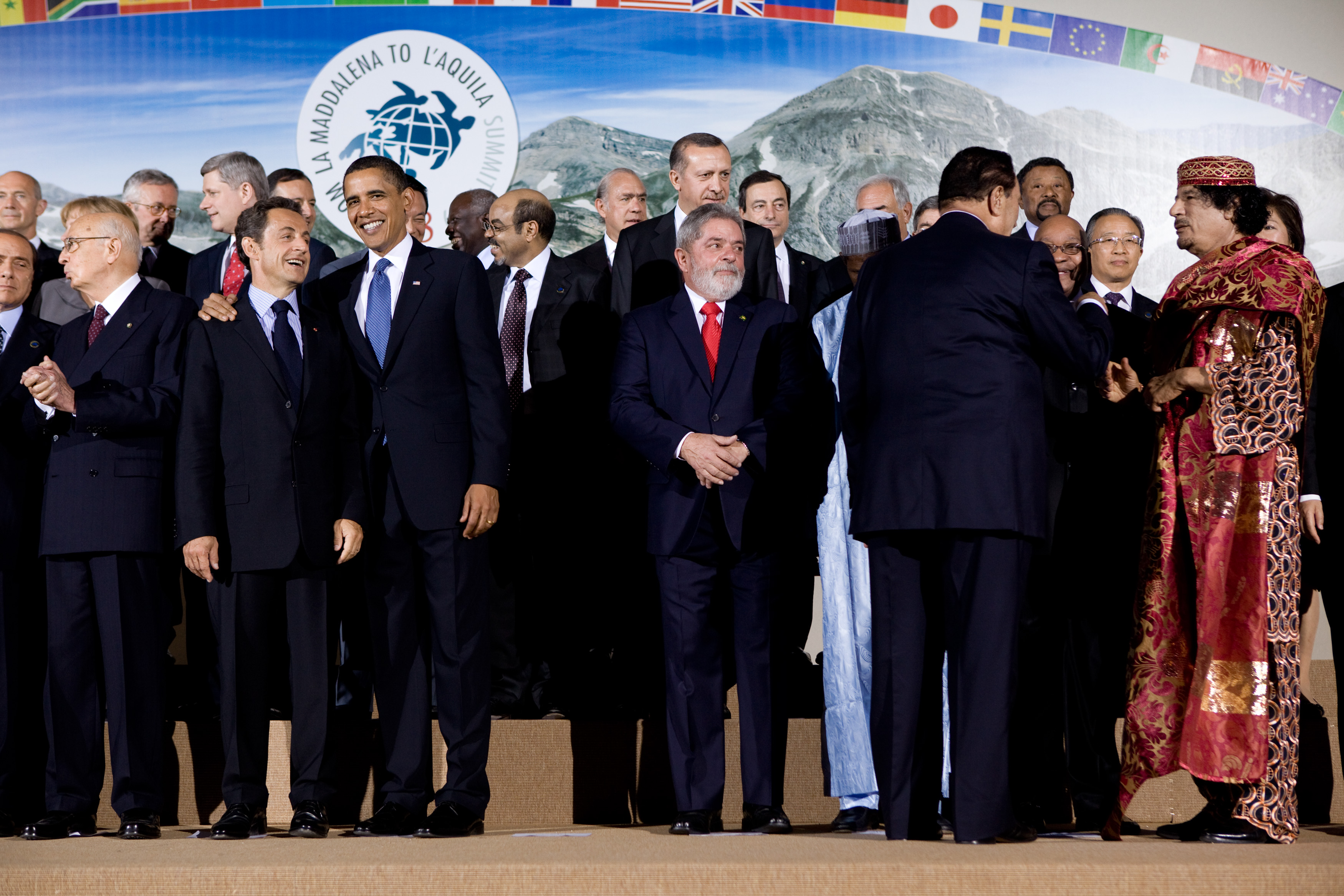
Dirigeants des pays du G8 à L'Aquila, le 9 juillet 2009.

Quelques semaines après son élection, Nicolas Sarkozy effectue deux voyages en Afrique, l'un en Libye, l'autre en Afrique de l'Ouest. Il prononce notamment, en juillet 2007, un long discours à l'Université Cheikh Anta Diop à Dakar. Dans ce discours, rédigé par Henri Guaino, le président français déclare notamment que la colonisation fut une faute tout en estimant que le problème principal de l'Afrique venait du fait que « l'homme africain n'est pas assez entré dans l'Histoire. […] Le problème de l'Afrique, c'est qu'elle vit trop le présent dans la nostalgie du paradis perdu de l'enfance. » 
Ce discours suscite de nombreuses réactions en France et dans le monde,,. Quelques mois après le discours de Dakar, il prononce un autre discours, à Constantine (Algérie), en octobre 2007, où il affirme que le « système colonial […] ne pouvait être vécu autrement que comme une entreprise d’asservissement et d’exploitation. »
Nicolas Sarkozy et le ministre des Affaires étrangères, Bernard Kouchner, organisent la conférence de Paris, réunissant une vingtaine de pays, afin de relancer le processus sur le Darfour le 25 juin 2007. Bernard Kouchner lance l'idée d'un corridor humanitaire. À la suite de la réunion, la création d'une force hybride de 20 000 hommes devant être déployée au Darfour, force comportant des membres de l'Union africaine et de l'ONU, est annoncée. Le 31 juillet 2007, l'ONU approuve à l'unanimité l'envoi de troupes au Darfour.
Nicolas Sarkozy est réputé proche du Qatar, dont il utilise la médiation en 2007 lors de l'affaire des infirmières bulgares et qui aurait payé la rançon. En 2008, il signe avec l'émirat arabe une convention fiscale qui fait de la France une destination accueillante pour les investissements qataris. Elle exonère notamment la famille royale de tout impôt sur ses plus-values immobilières. Selon l'universitaire Frédéric Pichon, c'est sur l'insistance du Qatar que Nicolas Sarkozy aurait invité Bachar el-Assad la même année au défilé du 14 juillet. Toujours selon lui, lors de la première guerre civile libyenne, il fait fournir des armes au Qatar qui auraient ensuite été transmis aux groupes islamistes libyens.
L'Union pour la Méditerranée, qui compte 44 membres (dont les 27 membres de l'UE), est officiellement fondée le 13 juillet 2008 et est coprésidée par Nicolas Sarkozy. L'UPM est un projet d'union politique proposé aux pays riverains de la mer Méditerranée par le président français Nicolas Sarkozy qui fait le constat de l'échec du processus de Barcelone. Ce projet avait pour but de renforcer la coopération entre les pays des deux rives, dans les domaines de l'énergie, de l'environnement, de l'immigration, et d'amener Israël et les pays arabes à s'asseoir à la même table. Les promoteurs de l'UPM pensaient que la Turquie verrait ce projet comme une alternative à son adhésion à l'Union européenne. À la fin du mandat de Nicolas Sarkozy, il apparaît que l'UPM n'a pas atteint ses objectifs.
Selon Ajay Sookal, ancien avocat de la société d’armement française Thales, Nicolas Sarkozy aurait fait pression au moins à deux reprises sur le président sud-africain Jacob Zuma pour faire cesser l'enquête pour corruption concernant Thales.
Devant la crise politique qui suit l'élection présidentielle ivoirienne de 2010 (le président sortant Laurent Gbagbo et son adversaire Alassane Ouattara revendiquent tous deux la victoire), la France participe aux opérations de l'ONUCI visant à détruire les armes lourdes utilisées contre des civils par les partisans de Laurent Gbagbo. Celui-ci est arrêté le 11 avril 2011 par les forces d'Alassane Ouattara, soutenues par l'ONUCI et la France.
En mars 2011, après avoir été critiqué pour sa lenteur à soutenir les révolutions tunisienne et égyptienne, Nicolas Sarkozy est au premier rang des chefs d'État demandant le départ du dirigeant libyen Mouammar Kadhafi, qui réprime violemment une révolte dans son pays. À la demande notamment de la France, la résolution 1973 du Conseil de sécurité des Nations unies est adoptée, ce qui permet la création d'une zone d'exclusion aérienne au-dessus de la Libye, le gel des avoirs de Kadhafi, ainsi que « les mesures nécessaires » à la protection des civils. Nicolas Sarkozy annonce le 19 mars 2011 le début d'une intervention militaire contre la Jamahiriya arabe libyenne, à laquelle la France participe. Les interventions de Nicolas Sarkozy, qui est par ailleurs le premier chef d'État à reconnaître le Conseil national de transition, sont saluées par une grande partie de la classe politique française. Le 1er septembre 2011, à la suite de la prise de Tripoli par les rebelles, il préside au palais de l'Élysée une conférence qui réunit les délégations de 63 pays et qui prévoit notamment la levée des avoirs libyens gelés. Deux semaines plus tard, le 15 septembre, il se rend en Libye, en compagnie d'Alain Juppé, du Premier ministre britannique David Cameron et du philosophe Bernard-Henri Lévy ; il dit, ce jour-là, sa « grande émotion » de venir dans une Libye « libérée », puis, devant une foule de plusieurs milliers de personnes réunies sur la place de la Liberté à Benghazi, il plaide pour une Libye unie et assure les Libyens du soutien de la France,.
À partir de 2011, le sud de la Libye devient une zone d'instabilité livrée aux trafiquants d'armes, également présents au Mali voisin et aux groupes terroristes tels que AQMI. Une deuxième guerre civile libyenne éclate en 2014 dans le nord de la Libye. En 2015, les anciens ministres Bernard Kouchner et Michèle Alliot-Marie se montrent critiques sur l'intervention en Libye et estiment que le départ des migrants de Libye était mieux contrôlé sous Kadhafi. Xavier Bertrand considère pour sa part que « la responsabilité de la communauté internationale est collective ». Revenant en 2016 sur ces événements, Barack Obama explique l'attitude de Nicolas Sarkozy par sa volonté de se mettre en avant et critique son suivi des opérations,. En 2016, la commission des affaires étrangères du Parlement britannique publie un rapport affirmant que l'intervention militaire « fut fondée sur des postulats erronés », que la menace d’un massacre de populations civiles a été « surévaluée » et que la coalition n'a pas « vérifié la menace réelle pour les civils » ; il estime également que les véritables motivations de Nicolas Sarkozy étaient de servir les intérêts français et d'« améliorer sa situation politique en France ».

### Institutions internationales

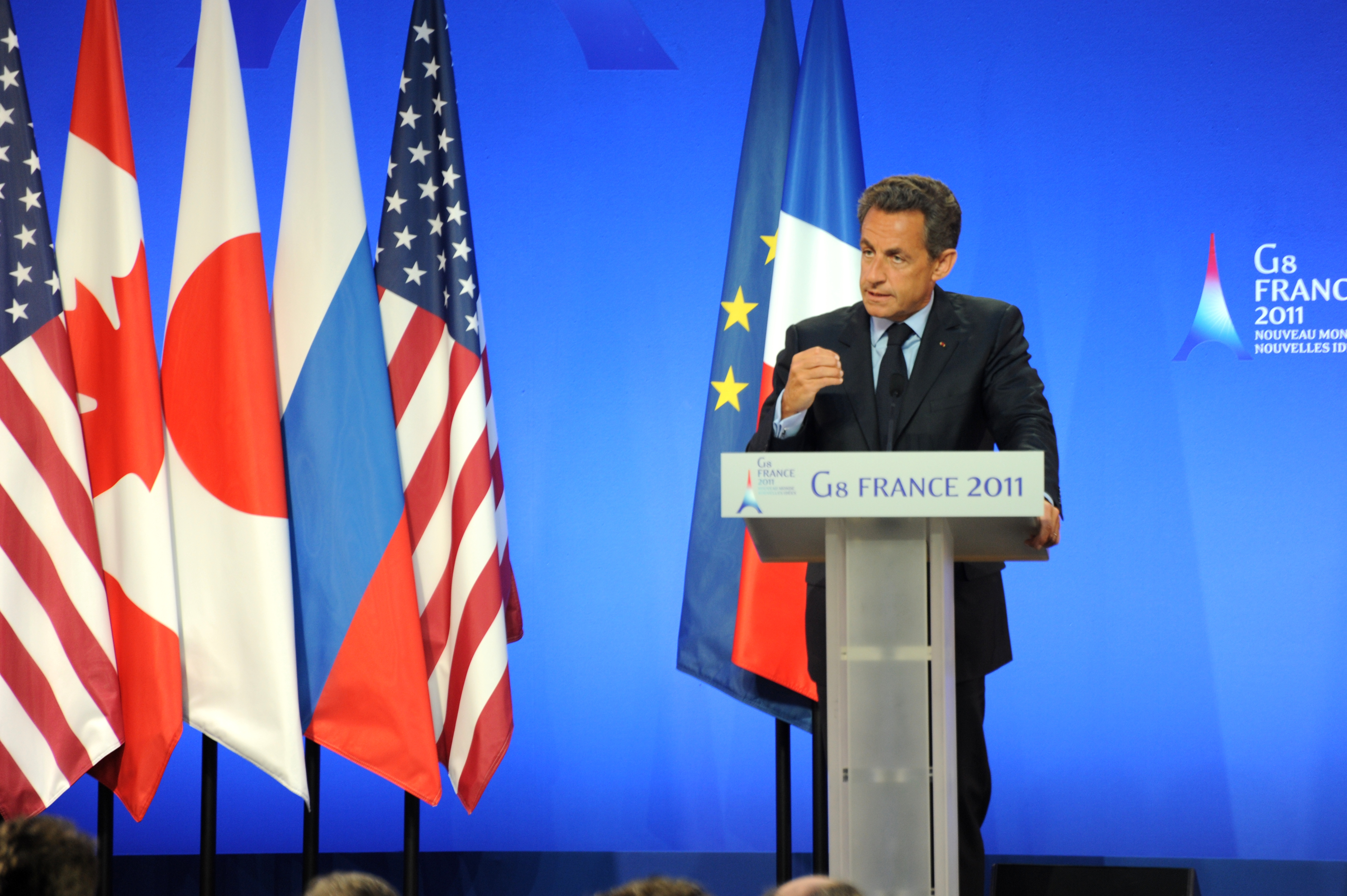
Nicolas Sarkozy tenant une conférence de presse lors du sommet du G8, le 26 mai 2011.

En 2007, Nicolas Sarkozy donne son accord à la candidature du socialiste Dominique Strauss-Kahn au poste de directeur général du Fonds monétaire international (FMI), puis le soutient personnellement durant sa campagne. L'appui à cette candidature est présenté comme une poursuite de la politique d'« ouverture ». Dominique Strauss-Kahn devient directeur général du FMI en novembre 2007.
À la suite de la démission de Dominique Strauss-Kahn, inculpé à New York pour agression sexuelle, Nicolas Sarkozy défend pour prendre la tête du FMI la candidature de Christine Lagarde, ministre française de l'Économie, notamment lors du sommet du G8 de Deauville. La désignation de cette dernière est présentée comme un succès pour Nicolas Sarkozy, les médias considérant qu'il a, pour la deuxième fois, réussi à faire désigner le candidat de la France à la tête d'une des principales institutions mondiales.
En 2011, Nicolas Sarkozy préside le G20, qu'il a contribué à réunir pour la première fois, avec Gordon Brown, en novembre 2008.

## Politique européenne
Lors du sommet européen du 8 au 10 juin 2007 présidé par l'Allemagne, Nicolas Sarkozy défend l'idée d'un « traité simplifié » entre les partenaires européens, reprenant en grande partie les articles du projet de constitution européenne, notamment la partie institutionnelle. Après de longues négociations, avec en particulier le président polonais Lech Kaczyński, ce projet est adopté le 23 juin 2007. Le traité de Lisbonne est adopté par le Parlement français en février 2008 et entre en application en décembre 2009.
De juillet à décembre 2008, la France assure la présidence du Conseil européen. Le Conseil européen des 15 et 16 octobre 2008 adopte le Pacte européen sur l'immigration et l'asile, proposé par Nicolas Sarkozy, et approuvé par le Conseil justice et affaires intérieures le 25 septembre. Ce texte prévoit « l'harmonisation des politiques d'asile et d'immigration » au sein de l'Union européenne et interdit les régularisations massives de sans-papiers.

### Crises financière et économique

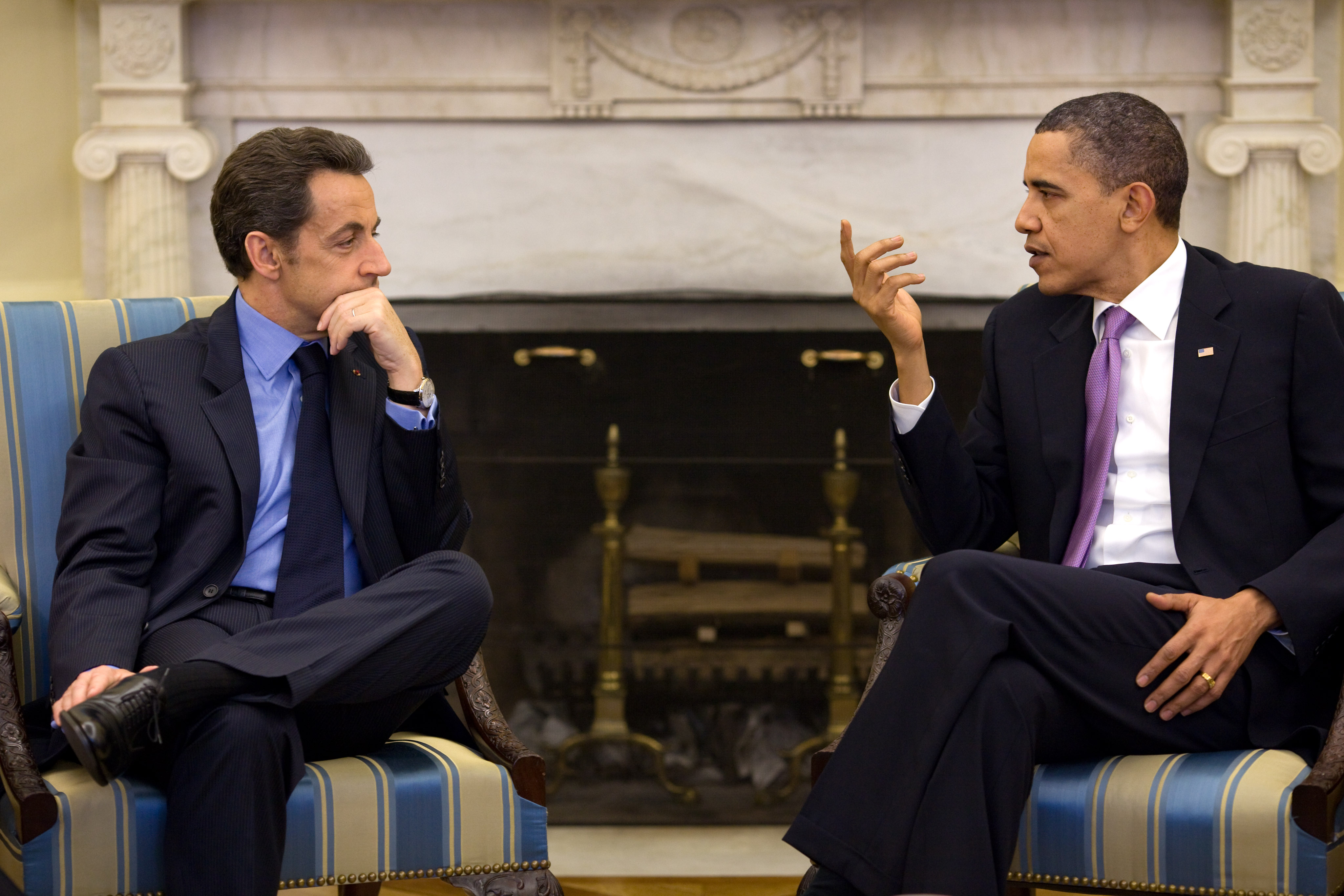
Rencontre entre Nicolas Sarkozy et le président des États-Unis, Barack Obama, dans le bureau ovale, le 30 mars 2010.

En 2007, éclate une crise financière mondiale, conséquence d'un endettement privé excessif dû aux dérèglements du système financier américain. En octobre 2008, après la faillite de la banque Lehman Brothers, une réunion de l'Eurogroupe se tient au palais de l'Élysée. Les représentants de la zone euro et le Premier ministre britannique Gordon Brown mettent au point un plan qui mobilise près de 1 700 milliards d'euros sous forme de garanties et qui parvient à rassurer les marchés. L'action de Nicolas Sarkozy pendant cette période de crise est jugée déterminante. Martin Schulz, président du groupe socialiste au Parlement européen affirme qu'il a « bien agi et pris les mesures qui s'imposent ». Pour Franz-Olivier Giesbert, il « a fait preuve, pendant cette période, d'un esprit de décision et d'une aptitude impressionnante à la négociation » et « a pris à cette occasion une dimension historique ».
Pour faire face à la crise de la dette publique grecque qui menace la stabilité financière de la zone euro, Nicolas Sarkozy contribue, en 2010, à la mise en place d'un plan d'aide UE-FMI à la Grèce de 110 milliards d'euros. Le président français plaide pour plus de gouvernance économique au niveau européen.
Lors de la réunion de l'Eurogroupe du 21 juillet 2011, il participe à la négociation d'un second plan de sauvetage financier de la Grèce, de 158,6 milliards d'euros, dans le but d'alléger le poids du stock de dettes et de ses intérêts, en prévoyant notamment la contribution du secteur financier privé et le soutien à hauteur de 109 milliards d'euros de l'Union européenne et du FMI,. Le 16 août 2011, à la suite de la dégradation de la note des États-Unis par l'agence Standard & Poor's et de la baisse des bourses mondiales, il tient une réunion avec la chancelière allemande Angela Merkel, à l'issue de laquelle tous deux se prononcent pour « un véritable gouvernement de la zone euro », pour l'adoption par les 17 États membres de la zone euro, avant l'été 2012, de la « règle d'or » sur l'équilibre budgétaire et pour une taxe sur les transactions financières.
Le 27 octobre 2011, Nicolas Sarkozy participe à Bruxelles à un sommet européen qui aboutit à un accord avec les banques créancières de la Grèce. Celles-ci devront effacer la moitié des dettes qu'elles détiennent en Grèce, ce qui permettra de réduire de 100 milliards d'euros (sur 350 milliards) la dette de ce pays. En échange, un accord est trouvé pour recapitaliser les banques qui en auraient besoin.

## Cabinet
Le secrétaire général de l'Élysée a été Claude Guéant, puis Xavier Musca. Le directeur de cabinet a été Emmanuelle Mignon, puis Christian Frémont.

## Gouvernement et représentation parlementaire

### Parlement

#### Assemblée nationale
Après les élections législatives des 10 et 17 juin 2007, le Président de la République dispose d'une majorité absolue autour des groupes UMP et Nouveau Centre, regroupant près de 350 députés. Cette majorité reste fidèle au chef de l'État et au Premier ministre durant la totalité de la législature avec toujours plus de 320 députés en juin 2012.

#### Sénat
A son arrivée à l'Élysée, Nicolas Sarkozy dispose d'une majorité sénatoriale acquise lors des élections de 2004. Après le succès des élections municipales de mars 2008, les élections sénatoriales de septembre 2008 sont considérées comme en demi-teinte après une hausse du nombre de sièges détenus par les socialistes. En 2011, l'UMP perd sa majorité au Sénat laissant ce dernier basculer à gauche pour la première fois depuis le début de la Cinquième République. Ce résultat est considéré comme un aveu de faiblesse du Président de la République par la gauche, à sept mois du premier tour de l'élection présidentielle.

### Gouvernement

#### Historique des gouvernements
Le 17 mai 2007, François Fillon est nommé Premier ministre. La composition de son gouvernement est annoncée le 18 mai 2007. Il démissionne le 18 juin 2007 pour former un second gouvernement annoncé le 19 juin 2007 après les élections législatives. Après plusieurs  remaniements en 2008 et en 2009, François Fillon démissionne le 13 novembre 2010 mais est à nouveau nommé Premier ministre le lendemain. Il démissionne le 10 mai 2012, quatre jours après le second tour de l'élection présidentielle.
- Gouvernement François Fillon (1) (18 mai - 18 juin 2007) ;
- Gouvernement François Fillon (2) (19 juin 2007 - 13 novembre 2010) ;
- Gouvernement François Fillon (3) (14 novembre 2010 - 10 mai 2012).

#### Membres du gouvernement
Au cours de son mandat, le Président de la République a nommé 68 membres au Gouvernement. Sur ces 68 membres, 4 sont restés en fonctions pendant toute la durée du mandat : François Fillon, Valérie Pécresse, Roselyne Bachelot et Éric Besson.
* Les personnes notées d'un astérisque sont celles ayant eu une ou plusieurs fonctions ministérielles avant la présidence de Nicolas Sarkozy (avant le 18 mai 2007).
| Nom                        | Fonctions | Dates                                |
| Nommés en 2007 (34)        | Nommés en 2007 (34) | Nommés en 2007 (34)                  |
| -------------------------- | --- | ------------------------------------ |
| François Fillon *          | Premier ministre | 17 mai - 18 juin 2007                |
| François Fillon *          | Premier ministre | 18 juin 2007 - 13 novembre 2010      |
| François Fillon *          | Premier ministre | 14 novembre 2010 - 22 février 2012   |
| François Fillon *          | Premier ministre, ministre de l'Écologie, du Développement durable, des Transports et du Logement | 22 février - 10 mai 2012             |
| Alain Juppé *              | Ministre d'État, ministre de l'Écologie, du Développement et de l'Aménagement durables | 18 mai - 18 juin 2007                |
| Alain Juppé *              | Ministre d'État, ministre de la Défense et des Anciens combattants | 14 novembre 2010 - 27 février 2011   |
| Alain Juppé *              | Ministre d'État, ministre des Affaires étrangères et européennes | 27 février 2011 - 10 mai 2012        |
| Jean-Louis Borloo *        | Ministre de l'Économie, des Finances et de l'Emploi | 18 mai - 18 juin 2007                |
| Jean-Louis Borloo *        | Ministre d'État, ministre de l'Écologie, du Développement et de l'Aménagement durables | 19 juin 2007 - 18 mars 2008          |
| Jean-Louis Borloo *        | Ministre d'État, ministre de l'Écologie, de l'Énergie, du Développement durable et de l'Aménagement du territoire | 18 mars 2008 - 23 juin 2009          |
| Jean-Louis Borloo *        | Ministre d'État, ministre de l'Écologie, de l'Énergie, du Développement durable et de la Mer, en charge des Technologies vertes et des Négociations sur le climat                                                                          | 23 juin 2009 - 13 novembre 2010      |
| Michèle Alliot-Marie *     | Ministre de l'Intérieur, de l'Outre-mer et des Collectivités territoriales | 18 mai - 18 juin 2007                |
| Michèle Alliot-Marie *     | Ministre de l'Intérieur, de l'Outre-mer et des Collectivités territoriales | 19 juin 2007 - 23 juin 2009          |
| Michèle Alliot-Marie *     | Ministre d'État, garde des Sceaux, ministre de la Justice et des Libertés | 23 juin 2009 - 13 novembre 2010      |
| Michèle Alliot-Marie *     | Ministre d'État, ministre des Affaires étrangères et européennes | 14 novembre 2010 - 27 février 2011   |
| Bernard Kouchner *         | Ministre des Affaires étrangères et européennes | 18 mai - 18 juin 2007                |
| Bernard Kouchner *         | Ministre des Affaires étrangères et européennes | 19 juin 2007 - 13 novembre 2010      |
| Brice Hortefeux *          | Ministre de l'Immigration, de l'Intégration, de l'Identité nationale et du Codéveloppement | 18 mai - 18 juin 2007                |
| Brice Hortefeux *          | Ministre de l'Immigration, de l'Intégration, de l'Identité nationale et du Codéveloppement | 19 juin 2007 - 18 mars 2008          |
| Brice Hortefeux *          | Ministre de l'Immigration, de l'Intégration, de l'Identité nationale et du Développement solidaire | 18 mars 2008 - 15 janvier 2009       |
| Brice Hortefeux *          | Ministre du Travail, des Relations sociales, de la Famille, de la Solidarité et de la Ville | 15 janvier - 23 juin 2009            |
| Brice Hortefeux *          | Ministre de l'Intérieur, de l'Outre-mer et des Collectivités territoriales | 23 juin 2009 - 13 novembre 2010      |
| Brice Hortefeux *          | Ministre de l'Intérieur, de l'Outre-mer, des Collectivités territoriales et de l'Immigration | 14 novembre 2010 - 27 février 2011   |
| Rachida Dati               | Garde des Sceaux, ministre de la Justice | 18 mai - 18 juin 2007                |
| Rachida Dati               | Garde des Sceaux, ministre de la Justice | 19 juin 2007 - 23 juin 2009          |
| Xavier Bertrand *          | Ministre du Travail, des Relations sociales et de la Solidarité | 18 mai - 18 juin 2007                |
| Xavier Bertrand *          | Ministre du Travail, des Relations sociales et de la Solidarité | 19 juin 2007 - 18 mars 2008          |
| Xavier Bertrand *          | Ministre du Travail, des Relations sociales, de la Famille et de la Solidarité | 18 mars 2008 - 15 janvier 2009       |
| Xavier Bertrand *          | Ministre du Travail, de l'Emploi et de la Santé | 14 novembre 2010 - 10 mai 2012       |
| Xavier Darcos *            | Ministre de l'Éducation nationale | 18 mai - 18 juin 2007                |
| Xavier Darcos *            | Ministre de l'Éducation nationale | 19 juin 2007 - 23 juin 2009          |
| Xavier Darcos *            | Ministre du Travail, des Relations sociales, de la Famille, de la Solidarité et de la Ville | 23 juin 2009 - 22 mars 2010          |
| Valérie Pécresse           | Ministre de l'Enseignement supérieur et de la Recherche | 18 mai - 18 juin 2007                |
| Valérie Pécresse           | Ministre de l'Enseignement supérieur et de la Recherche | 19 juin 2007 - 13 novembre 2010      |
| Valérie Pécresse           | Ministre de l'Enseignement supérieur et de la Recherche | 14 novembre 2010 - 29 juin 2011      |
| Valérie Pécresse           | Ministre du Budget, des Comptes publics et de la Réforme de l'État, porte-parole du Gouvernement | 29 juin 2011 - 10 mai 2012           |
| Hervé Morin                | Ministre de la Défense | 18 mai - 18 juin 2007                |
| Hervé Morin                | Ministre de la Défense | 19 juin 2007 - 13 novembre 2010      |
| Roselyne Bachelot *        | Ministre de la Santé, de la Jeunesse et des Sports | 18 mai - 18 juin 2007                |
| Roselyne Bachelot *        | Ministre de la Santé, de la Jeunesse et des Sports | 19 juin 2007 - 18 mars 2008          |
| Roselyne Bachelot *        | Ministre de la Santé, de la Jeunesse et des Sports et de la Vie associative | 18 mars 2008 - 12 janvier 2009       |
| Roselyne Bachelot *        | Ministre de la Santé et des Sports | 12 janvier 2009 - 13 novembre 2010   |
| Roselyne Bachelot *        | Ministre des Solidarités et de la Cohésion sociale | 14 novembre 2010 - 10 mai 2012       |
| Christine Boutin           | Ministre du Logement et de la Ville | 18 mai - 18 juin 2007                |
| Christine Boutin           | Ministre du Logement et de la Ville | 19 juin 2007 - 15 janvier 2009       |
| Christine Boutin           | Ministre du Logement | 15 janvier - 23 juin 2009            |
| Christine Lagarde *        | Ministre de l'Agriculture et de la Pêche | 18 mai - 18 juin 2007                |
| Christine Lagarde *        | Ministre de l'Économie, des Finances et de l'Emploi | 19 juin 2007 - 18 mars 2008          |
| Christine Lagarde *        | Ministre de l'Économie, de l'Industrie et de l'Emploi | 18 mars 2008 - 13 novembre 2010      |
| Christine Lagarde *        | Ministre de l'Économie, des Finances et de l'Industrie | 14 novembre 2010 - 29 juin 2011      |
| Christine Albanel          | Ministre de la Culture et de la Communication, porte-parole du Gouvernement | 18 mai - 18 juin 2007                |
| Christine Albanel          | Ministre de la Culture et de la Communication | 19 juin 2007 - 23 juin 2009          |
| Éric Woerth *              | Ministre du Budget, des Comptes publics et de la Fonction publique | 18 mai - 18 juin 2007                |
| Éric Woerth *              | Ministre du Budget, des Comptes publics et de la Fonction publique | 19 juin 2007 - 23 juin 2009          |
| Éric Woerth *              | Ministre du Budget, des Comptes publics, de la Fonction publique et de la Réforme de l'État | 23 juin 2009 - 22 mars 2010          |
| Éric Woerth *              | Ministre du Travail, de la Solidarité et de la Fonction publique | 22 mars - 13 novembre 2010           |
| Roger Karoutchi            | Secrétaire d'État auprès du Premier ministre, chargé des Relations avec le Parlement | 18 mai - 18 juin 2007                |
| Roger Karoutchi            | Secrétaire d'État auprès du Premier ministre, chargé des Relations avec le Parlement | 19 juin 2007 - 23 juin 2009          |
| Jean-Pierre Jouyet         | Secrétaire d'État auprès du ministre des Affaires étrangères et européennes, chargé des Affaires européennes | 18 mai - 18 juin 2007                |
| Jean-Pierre Jouyet         | Secrétaire d'État auprès du ministre des Affaires étrangères et européennes, chargé des Affaires européennes | 19 juin 2007 - 12 décembre 2008      |
| Éric Besson                | Secrétaire d'État auprès du Premier ministre, chargé de la Prospective et de l'Évaluation des politiques publiques | 18 mai - 18 juin 2007                |
| Éric Besson                | Secrétaire d'État auprès du Premier ministre, chargé de la Prospective et de l'Évaluation des politiques publiques | 19 juin 2007 - 18 mars 2008          |
| Éric Besson                | Secrétaire d'État auprès du Premier ministre, chargé de la Prospective, de l'Évaluation des politiques publiques et du Développement de l'économie numérique                                                                               | 18 mars 2008 - 15 janvier 2009       |
| Éric Besson                | Ministre de l'Immigration, de l'Intégration, de l'Identité nationale et du Développement solidaire | 15 janvier 2009 - 13 novembre 2010   |
| Éric Besson                | Ministre auprès de la ministre de l'Économie, des Finances et de l'Industrie, chargé de l'Industrie, de l'Énergie et de l'Économie numérique                                                                                               | 14 novembre 2010 - 29 juin 2011      |
| Éric Besson                | Ministre auprès du ministre de l'Économie, des Finances et de l'Industrie, chargé de l'Industrie, de l'Énergie et de l'Économie numérique                                                                                                  | 29 juin 2011 - 10 mai 2012           |
| Dominique Bussereau *      | Secrétaire d'État auprès du ministre d'État, ministre de l'Écologie, du Développement et de l'Aménagement durables, chargé des Transports                                                                                                  | 18 mai - 18 juin 2007                |
| Dominique Bussereau *      | Secrétaire d'État auprès du ministre d'État, ministre de l'Écologie, du Développement et de l'Aménagement durables, chargé des Transports                                                                                                  | 19 juin 2007 - 18 mars 2008          |
| Dominique Bussereau *      | Secrétaire d'État auprès du ministre d'État, ministre de l'Écologie, de l'Énergie, du Développement durable et de l'Aménagement du territoire, chargé des Transports                                                                       | 18 mars 2008 - 23 juin 2009          |
| Dominique Bussereau *      | Secrétaire d'État auprès du ministre d'État, ministre de l'Écologie, de l'Énergie, du Développement durable et de la Mer, en charge des Technologies vertes et des Négociations sur le climat, chargé des Transports                       | 23 juin 2009 - 13 novembre 2010      |
| Martin Hirsch              | Haut-commissaire aux Solidarités actives contre la pauvreté, auprès du Premier ministre | 18 mai - 18 juin 2007                |
| Martin Hirsch              | Haut-commissaire aux Solidarités actives contre la pauvreté, auprès du Premier ministre | 19 juin 2007 - 12 janvier 2009       |
| Martin Hirsch              | Haut-commissaire aux Solidarités actives contre la pauvreté, haut-commissaire à la Jeunesse, auprès du Premier ministre | 12 janvier 2009 - 22 mars 2010       |
| Michel Barnier *           | Ministre de l'Agriculture et de la Pêche | 19 juin 2007 - 23 juin 2009          |
| Laurent Wauquiez           | Secrétaire d'État auprès du Premier ministre, porte-parole du Gouvernement | 19 juin 2007 - 18 mars 2008          |
| Laurent Wauquiez           | Secrétaire d'État auprès de la ministre de l'Économie, de l'Industrie et de l'Emploi, chargé de l'Emploi | 18 mars 2008 - 13 novembre 2010      |
| Laurent Wauquiez           | Ministre auprès de la ministre d'État, ministre des Affaires étrangères et européennes, chargé des Affaires européennes | 14 novembre 2010 - 27 février 2011   |
| Laurent Wauquiez           | Ministre auprès du ministre d'État, ministre des Affaires étrangères et européennes, chargé des Affaires européennes | 27 février - 29 juin 2011            |
| Laurent Wauquiez           | Ministre de l'Enseignement supérieur et de la Recherche | 29 juin 2011 - 10 mai 2012           |
| Valérie Létard             | Secrétaire d'État auprès du ministre du Travail, des Relations sociales et de la Solidarité, chargée de la Solidarité | 19 juin 2007 - 18 mars 2008          |
| Valérie Létard             | Secrétaire d'État auprès du ministre du Travail, des Relations sociales, de la Famille et de la Solidarité, chargée de la Solidarité | 18 mars 2008 - 15 janvier 2009       |
| Valérie Létard             | Secrétaire d'État auprès du ministre du Travail, des Relations sociales, de la Famille, de la Solidarité et de la Ville, chargée de la Solidarité                                                                                          | 15 janvier - 23 juin 2009            |
| Valérie Létard             | Secrétaire d'État auprès du ministre d'État, ministre de l'Écologie, de l'Énergie, du Développement durable et de la Mer, en charge des Technologies vertes et des Négociations sur le climat                                              | 23 juin 2009 - 13 novembre 2010      |
| Nathalie Kosciusko-Morizet | Secrétaire d'État auprès du ministre d'État, ministre de l'Écologie, du Développement et de l'Aménagement durables, chargée de l'Écologie                                                                                                  | 19 juin 2007 - 18 mars 2008          |
| Nathalie Kosciusko-Morizet | Secrétaire d'État auprès du ministre d'État, ministre de l'Écologie, de l'Énergie, du Développement durable et de l'Aménagement du territoire, chargée de l'Écologie                                                                       | 18 mars 2008 - 15 janvier 2009       |
| Nathalie Kosciusko-Morizet | Secrétaire d'État auprès du Premier ministre, chargée de la Prospective et du Développement de l'économie numérique | 15 janvier 2009 - 13 novembre 2010   |
| Nathalie Kosciusko-Morizet | Ministre de l'Écologie, du Développement durable, des Transports et du Logement | 14 novembre 2010 - 22 février 2012   |
| Christian Estrosi *        | Secrétaire d'État auprès de la ministre de l'Intérieur, de l'Outre-mer et des Collectivités territoriales, chargée de l'Outre-mer | 19 juin 2007 - 18 mars 2008          |
| Christian Estrosi *        | Ministre auprès de la ministre de l'Économie, de l'Industrie et de l'Emploi, chargé de l'Industrie | 23 juin 2009 - 13 novembre 2010      |
| André Santini *            | Secrétaire d'État auprès du ministre du Budget, des Comptes publics et de la Fonction publique, chargé de la Fonction publique | 19 juin 2007 - 23 juin 2009          |
| Jean-Marie Bockel *        | Secrétaire d'État auprès du ministre des Affaires étrangères et européennes, chargé de la Coopération et de la Francophonie | 19 juin 2007 - 18 mars 2008          |
| Jean-Marie Bockel *        | Secrétaire d'État à la Défense et aux Anciens combattants, auprès du ministre de la Défense | 18 mars 2008 - 23 juin 2009          |
| Jean-Marie Bockel *        | Secrétaire d'État à la Justice, auprès de la ministre d'État, garde des Sceaux, ministre de la Justice et des Libertés | 23 juin 2009 - 13 novembre 2010      |
| Hervé Novelli              | Secrétaire d'État auprès de la ministre de l'Économie, des Finances et de l'Emploi, chargé des Entreprises et du Commerce extérieur | 19 juin 2007 - 18 mars 2008          |
| Hervé Novelli              | Secrétaire d'État auprès de la ministre de l'Économie, de l'Industrie et de l'Emploi, chargé du Commerce, de l'Artisanat, des Petites et Moyennes Entreprises, du Tourisme et des Services                                                 | 18 mars 2008 - 23 juin 2009          |
| Hervé Novelli              | Secrétaire d'État auprès de la ministre de l'Économie, de l'Industrie et de l'Emploi, chargé du Commerce, de l'Artisanat, des Petites et Moyennes Entreprises, du Tourisme, des Services et de la Consommation                             | 23 juin 2009 - 13 novembre 2010      |
| Fadela Amara               | Secrétaire d'État auprès de la ministre du Logement et de la Ville, chargée de la Politique de la ville | 19 juin 2007 - 15 janvier 2009       |
| Fadela Amara               | Secrétaire d'État auprès du ministre du Travail, des Relations sociales, de la Famille, de la Solidarité et de la Ville, chargée de la Politique de la ville                                                                               | 15 janvier 2009 - 22 mars 2010       |
| Fadela Amara               | Secrétaire d'État auprès du ministre du Travail, de la Solidarité et de la Fonction publique, chargée de la Politique de la ville | 22 mars - 13 novembre 2010           |
| Alain Marleix              | Secrétaire d'État auprès du ministre de la Défense, chargé des Anciens combattants | 19 juin - 7 juillet 2009             |
| Alain Marleix              | Secrétaire d'État à la Défense, chargé des Anciens combattants, auprès du ministre de la Défense | 7 juillet 2007 - 18 mars 2008        |
| Alain Marleix              | Secrétaire d'État à l'Intérieur et aux Collectivités territoriales, auprès de la ministre de l'Intérieur, de l'Outre-mer et des Collectivités territoriales                                                                                | 18 mars 2008 - 23 juin 2009          |
| Alain Marleix              | Secrétaire d'État à l'Intérieur et aux Collectivités territoriales, auprès du ministre de l'Intérieur, de l'Outre-mer et des Collectivités territoriales                                                                                   | 23 juin 2009 - 13 novembre 2010      |
| Rama Yade                  | Secrétaire d'État auprès du ministre des Affaires étrangères et européennes, chargée des Affaires étrangères et des Droits de l'Homme | 19 juin 2007 - 23 juin 2009          |
| Rama Yade                  | Secrétaire d'État auprès de la ministre de la Santé et des Sports, chargée des Sports | 23 juin 2009 - 13 novembre 2010      |
| Luc Chatel                 | Secrétaire d'État auprès de la ministre de l'Économie, des Finances et de l'Emploi, chargé du Tourisme et de la Consommation | 19 juin 2007 - 18 mars 2008          |
| Luc Chatel                 | Secrétaire d'État auprès de la ministre de l'Économie, de l'Industrie et de l'Emploi, chargé de l'Industrie et de la Consommation, porte-parole du Gouvernement                                                                            | 18 mars 2008 - 23 juin 2009          |
| Luc Chatel                 | Ministre de l'Éducation nationale, porte-parole du Gouvernement | 23 juin 2009 - 13 novembre 2010      |
| Luc Chatel                 | Ministre de l'Éducation nationale, de la Jeunesse et de la Vie associative | 14 novembre 2010 - 10 mai 2012       |
| Bernard Laporte            | Secrétaire d'État auprès de la ministre de la Santé, de la Jeunesse et des Sports, chargé des Sports | 22 octobre 2007 - 18 mars 2008       |
| Bernard Laporte            | Secrétaire d'État auprès de la ministre de la Santé, de la Jeunesse, des Sports et de la Vie associative, chargé des Sports, de la Jeunesse et de la Vie associative                                                                       | 18 mars 2008 - 12 janvier 2009       |
| Bernard Laporte            | Secrétaire d'État auprès de la ministre de la Santé et des Sports, chargé des Sports | 12 janvier - 23 juin 2009            |
| Nommés en 2008 (8)         | |                                      |
| Christian Blanc            | Secrétaire d'État auprès du ministre d'État, ministre de l'Écologie, de l'Énergie, du Développement durable et de l'Aménagement du territoire, chargé du Développement de la région capitale                                               | 18 mars 2008 - 23 juin 2009          |
| Christian Blanc            | Secrétaire d'État auprès du Premier ministre, chargé du Développement de la région capitale | 23 juin 2009 - 4 juillet 2010        |
| Hubert Falco *             | Secrétaire d'État auprès du ministre d'État, ministre de l'Écologie, de l'Énergie, du Développement durable et de l'Aménagement du territoire, chargé de l'Aménagement du territoire                                                       | 18 mars 2008 - 23 juin 2009          |
| Hubert Falco *             | Secrétaire d'État à la Défense et aux Anciens combattants, auprès du ministre de la Défense | 23 juin 2009 - 13 novembre 2010      |
| Anne-Marie Idrac *         | Secrétaire d'État auprès de la ministre de l'Économie, de l'Industrie et de l'Emploi, chargée du Commerce extérieur | 18 mars 2008 - 13 novembre 2010      |
| Yves Jégo                  | Secrétaire d'État auprès de la ministre de l'Intérieur, de l'Outre-mer et des Collectivités territoriales, chargé de l'Outre-mer | 18 mars 2008 - 23 juin 2009          |
| Alain Joyandet             | Secrétaire d'État auprès du ministre des Affaires étrangères et européennes, chargé de la Coopération et de la Francophonie | 18 mars 2008 - 4 juillet 2010        |
| Nadine Morano              | Secrétaire d'État auprès du ministre du Travail, des Relations sociales, de la Famille et de la Solidarité, chargée de la Famille | 18 mars 2008 - 15 janvier 2009       |
| Nadine Morano              | Secrétaire d'État auprès du ministre du Travail, des Relations sociales, de la Famille, de la Solidarité et de la Ville, chargée de la Famille                                                                                             | 15 janvier - 23 juin 2009            |
| Nadine Morano              | Secrétaire d'État auprès du ministre du Travail, des Relations sociales, de la Famille, de la Solidarité et de la Ville, chargée de la Famille et de la Solidarité                                                                         | 23 juin 2009 - 22 mars 2010          |
| Nadine Morano              | Secrétaire d'État auprès du ministre du Travail, de la Solidarité et de la Fonction publique, chargée de la Famille et de la Solidarité | 22 mars - 13 novembre 2010           |
| Nadine Morano              | Ministre auprès du ministre du Travail, de l'Emploi et de la Santé, chargée de l'Apprentissage et de la Formation professionnelle | 14 novembre 2010 - 10 mai 2012       |
| Patrick Devedjian *        | Ministre auprès du Premier ministre, chargé de la Mise en œuvre du plan de relance | 5 décembre 2008 - 13 novembre 2010   |
| Bruno Le Maire             | Secrétaire d'État auprès du ministre des Affaires étrangères et européennes, chargé des Affaires européennes | 12 décembre 2008 - 23 juin 2009      |
| Bruno Le Maire             | Ministre de l'Alimentation, de l'Agriculture et de la Pêche | 23 juin 2009 - 13 novembre 2010      |
| Bruno Le Maire             | Ministre de l'Agriculture, de l'Alimentation, de la Pêche, de la Ruralité et de l'Aménagement du territoire | 14 novembre 2010 - 10 mai 2012       |
| Nommés en 2009 (8)         | |                                      |
| Chantal Jouanno            | Secrétaire d'État auprès du ministre d'État, ministre de l'Écologie, de l'Énergie, du Développement durable et de l'Aménagement du territoire, chargée de l'Écologie                                                                       | 21 janvier - 23 juin 2009            |
| Chantal Jouanno            | Secrétaire d'État auprès du ministre d'État, ministre de l'Écologie, de l'Énergie, du Développement durable et de la Mer, en charge des Technologies vertes et des Négociations sur le climat, chargée de l'Écologie                       | 23 juin 2009 - 13 novembre 2010      |
| Chantal Jouanno            | Ministre des Sports | 14 novembre 2010 - 26 septembre 2011 |
| Frédéric Mitterrand        | Ministre de la Culture et de la Communication | 23 juin 2009 - 13 novembre 2010      |
| Frédéric Mitterrand        | Ministre de la Culture et de la Communication | 14 novembre 2010 - 10 mai 2012       |
| Michel Mercier             | Ministre de l'Espace rural et de l'Aménagement du territoire | 23 juin 2009 - 13 novembre 2010      |
| Michel Mercier             | Garde des Sceaux, ministre de la Justice et des Libertés | 14 novembre 2010 - 10 mai 2012       |
| Henri de Raincourt         | Ministre auprès du Premier ministre, chargé des Relations avec le Parlement | 23 juin 2009 - 13 novembre 2010      |
| Henri de Raincourt         | Ministre auprès de la ministre d'État, ministre des Affaires étrangères et européennes, chargé de la Coopération | 14 novembre 2010 - 27 février 2011   |
| Henri de Raincourt         | Ministre auprès du ministre d'État, ministre des Affaires étrangères et européennes, chargé de la Coopération | 27 février 2011 - 10 mai 2012        |
| Pierre Lellouche           | Secrétaire d'État auprès du ministre des Affaires étrangères et européennes, chargé des Affaires européennes | 23 juin 2009 - 13 novembre 2010      |
| Pierre Lellouche           | Secrétaire d'État auprès de la ministre de l'Économie, des Finances et de l'Industrie, chargé du Commerce extérieur | 14 novembre 2010 - 29 juin 2011      |
| Pierre Lellouche           | Secrétaire d'État auprès du ministre de l'Économie, des Finances et de l'Industrie, chargé du Commerce extérieur | 29 juin 2011 - 10 mai 2012           |
| Nora Berra                 | Secrétaire d'État auprès du ministre du Travail, des Relations sociales, de la Famille, de la Solidarité et de la Ville, chargée des Aînés                                                                                                 | 23 juin 2009 - 22 mars 2010          |
| Nora Berra                 | Secrétaire d'État auprès du ministre du Travail, de la Solidarité et de la Fonction publique, chargée des Aînés | 22 mars - 13 novembre 2010           |
| Nora Berra                 | Secrétaire d'État auprès du ministre du Travail, de l'Emploi et de la Santé, chargée de la Santé | 14 novembre 2010 - 10 mai 2012       |
| Benoist Apparu             | Secrétaire d'État auprès du ministre d'État, ministre de l'Écologie, de l'Énergie, du Développement durable et de la Mer, en charge des Technologies vertes et des Négociations sur le climat, chargé du Logement et de la Urbanisme       | 23 juin 2009 - 13 novembre 2010      |
| Benoist Apparu             | Secrétaire d'État auprès de la ministre de l'Écologie, du Développement durable, des Transports et du Logement, chargé du Logement | 14 novembre 2010 - 22 février 2012   |
| Benoist Apparu             | Ministre auprès du ministre de l'Écologie, du Développement durable, des Transports et du Logement, chargé du Logement | 22 février - 10 mai 2012             |
| Marie-Luce Penchard        | Secrétaire d'État auprès du ministre de l'Intérieur, de l'Outre-mer et des Collectivités territoriales, chargée de l'Outre-mer | 23 juin - 6 novembre 2009            |
| Marie-Luce Penchard        | Ministre auprès du ministre de l'Intérieur, de l'Outre-mer et des Collectivités territoriales, chargée de l'Outre-mer | 6 novembre 2009 - 13 novembre 2010   |
| Marie-Luce Penchard        | Ministre auprès du ministre de l'Intérieur, de l'Outre-mer, des Collectivités territoriales et de l'Immigration, chargée de l'Outre-mer | 14 novembre 2010 - 10 mai 2012       |
| Nommés en 2010 (10)        | |                                      |
| François Baroin *          | Ministre du Budget, des Comptes publics et de la Réforme de l'État | 22 mars - 13 novembre 2010           |
| François Baroin *          | Ministre du Budget, des Comptes publics, de la Fonction publique et de la Réforme de l'État, porte-parole du Gouvernement | 14 novembre 2010 - 29 juin 2011      |
| François Baroin *          | Ministre de l'Économie, des Finances et de l'Industrie | 29 juin 2011 - 10 mai 2012           |
| Marc-Philippe Daubresse *  | Ministre de la Jeunesse et des Solidarités actives | 22 mars - 13 novembre 2010           |
| Georges Tron               | Secrétaire d'État auprès du ministre du Travail, de la Solidarité et de la Fonction publique, chargé de la Fonction publique | 22 mars - 13 novembre 2010           |
| Georges Tron               | Secrétaire d'État auprès du ministre du Budget, des Comptes publics, de la Fonction publique et de la Réforme de l'État, chargé de la Fonction publique                                                                                    | 14 novembre 2010 - 29 mai 2011       |
| Maurice Leroy              | Ministre de la Ville | 14 novembre 2010 - 10 mai 2012       |
| Patrick Ollier             | Ministre auprès du Premier ministre, chargé des Relations avec le Parlement | 14 novembre 2010 - 10 mai 2012       |
| Philippe Richert           | Ministre auprès du ministre de l'Intérieur, de l'Outre-mer, des Collectivités territoriales et de l'Immigration, chargé des Collectivités territoriales                                                                                    | 14 novembre 2010 - 10 mai 2012       |
| Marie-Anne Montchamp*      | Secrétaire d'État auprès de la ministre des Solidarités et de la Cohésion sociale | 14 novembre 2010 - 10 mai 2012       |
| Thierry Mariani            | Secrétaire d'État auprès de la ministre de l'Écologie, du Développement durable, des Transports et du Logement, chargé des Transports | 14 novembre 2010 - 29 juin 2011      |
| Thierry Mariani            | Ministre auprès de la ministre de l'Écologie, du Développement durable, des Transports et du Logement, chargé des Transports | 29 juin 2011 - 22 février 2012       |
| Thierry Mariani            | Ministre auprès du ministre de l'Écologie, du Développement durable, des Transports et du Logement, chargé des Transports | 22 février - 10 mai 2012             |
| Frédéric Lefèbvre          | Secrétaire d'État auprès de la ministre de l'Économie, des Finances et de l'industrie, chargé du Commerce, de l'Artisanat, des Petites et Moyennes Entreprises, du Tourisme, des Services, des Professions libérales et de la Consommation | 14 novembre 2010 - 29 juin 2011      |
| Frédéric Lefèbvre          | Secrétaire d'État auprès du ministre de l'Économie, des Finances et de l'industrie, chargé du Commerce, de l'Artisanat, des Petites et Moyennes Entreprises, du Tourisme, des Services, des Professions libérales et de la Consommation    | 29 juin 2011 - 10 mai 2012           |
| Jeannette Bougrab          | Secrétaire d'État auprès du ministre de l'Éducation nationale, de la Jeunesse et de la Vie associative, chargée de la Jeunesse et de la Vie associative                                                                                    | 14 novembre 2010 - 10 mai 2012       |
| Nommés en 2011 (8)         | |                                      |
| Gérard Longuet *           | Ministre de la Défense et des Anciens combattants | 27 février 2011 - 10 mai 2012        |
| Claude Guéant              | Ministre de l'Intérieur, de l'Outre-mer, des Collectivités territoriales et de l'Immigration | 27 février 2011 - 10 mai 2012        |
| François Sauvadet          | Ministre de la Fonction publique | 29 juin 2011 - 10 mai 2012           |
| Jean Leonetti              | Ministre auprès du ministre d'État, ministre des Affaires étrangères et européennes, chargé des Affaires européennes | 29 juin 2011 - 10 mai 2012           |
| Marc Laffineur             | Secrétaire d'État auprès du ministre de la Défense et des Anciens combattants | 29 juin 2011 - 10 mai 2012           |
| David Douillet             | Secrétaire d'État auprès du ministre d'État, ministre des Affaires étrangères et européennes, chargé des Français de l'étranger | 29 juin - 26 septembre 2011          |
| David Douillet             | Ministre des Sports | 26 septembre 2011 - 10 mai 2012      |
| Claude Greff               | Secrétaire d'État auprès de la ministre des Solidarités et de la Cohésion sociale, chargée de la Famille | 29 juin 2011 - 10 mai 2012           |
| Édouard Courtial           | Secrétaire d'État auprès du ministre d'État, ministre des Affaires étrangères et européennes, chargé des Français de l'étranger | 28 septembre 2011 - 10 mai 2012      |

| Nom                                     | Fonctions | Dates                             | Gouvernement             |
| --------------------------------------- | --- | --------------------------------- | ------------------------ |
| François Fillon (nommé en 2007)         | Ministre de l'Enseignement supérieur et de la Recherche                                                                                     | 30 mars 1993 - 11 mai 1995        | Édouard Balladur         |
| François Fillon (nommé en 2007)         | Ministre des Technologies de l'information et de La Poste                                                                                   | 18 mai - 7 novembre 1995          | Alain Juppé (1)          |
| François Fillon (nommé en 2007)         | Ministre délégué à la Poste, aux Télécommunications et à l'Espace, auprès du ministre de l'Industrie, de la Poste et des Télécommunications | 7 novembre 1995 - 2 juin 1997     | Alain Juppé (2)          |
| François Fillon (nommé en 2007)         | Ministre des Affaires sociales, du Travail et de la Solidarité                                                                              | 7 mai - 17 juin 2002              | Jean-Pierre Raffarin (1) |
| François Fillon (nommé en 2007)         | Ministre des Affaires sociales, du Travail et de la Solidarité                                                                              | 17 juin 2002 - 30 mars 2004       | Jean-Pierre Raffarin (2) |
| François Fillon (nommé en 2007)         | Ministre de l'Éducation nationale, de l'Enseignement supérieur et de la Recherche                                                           | 31 mars 2004 - 31 mai 2005        | Jean-Pierre Raffarin (3) |
| Alain Juppé (nommé en 2007)             | Ministre délégué auprès du ministre de l'Économie, des Finances et de la Privatisation, chargé du Budget                                    | 20 mars 1986 - 10 mai 1988        | Jacques Chirac (2)       |
| Alain Juppé (nommé en 2007)             | Ministre des Affaires étrangères | 30 mars 1993 - 11 mai 1995        | Édouard Balladur         |
| Alain Juppé (nommé en 2007)             | Premier ministre | 17 mai - 7 novembre 1995          | Alain Juppé (1)          |
| Alain Juppé (nommé en 2007)             | Premier ministre | 7 novembre 1995 - 2 juin 1997     | Alain Juppé (2)          |
| Jean-Louis Borloo (nommé en 2007)       | Ministre délégué à la Ville, auprès du ministre des Affaires sociales, du Travail et de la Solidarité                                       | 7 mai - 17 juin 2002              | Jean-Pierre Raffarin (1) |
| Jean-Louis Borloo (nommé en 2007)       | Ministre délégué à la Ville et à la Rénovation urbaine, auprès du ministre des Affaires sociales, du Travail et de la Solidarité            | 17 juin 2002 - 30 mars 2004       | Jean-Pierre Raffarin (2) |
| Jean-Louis Borloo (nommé en 2007)       | Ministre de l'Emploi, du Travail et de la Cohésion sociale                                                                                  | 31 mars 2004 - 31 mai 2005        | Jean-Pierre Raffarin (3) |
| Jean-Louis Borloo (nommé en 2007)       | Ministre de l'Emploi, de la Cohésion sociale et du Logement                                                                                 | 2 juin 2005 - 15 mai 2007         | Dominique de Villepin    |
| Michèle Alliot-Marie (nommée en 2007)   | Secrétaire d'État auprès du ministre de l'Éducation nationale, chargée de l'Enseignement                                                    | 20 mars 1986 - 10 mai 1988        | Jacques Chirac (2)       |
| Michèle Alliot-Marie (nommée en 2007)   | Ministre de la Jeunesse et des Sports | 30 mars 1993 - 11 mai 1995        | Édouard Balladur         |
| Michèle Alliot-Marie (nommée en 2007)   | Ministre de la Défense et des Anciens combattants                                                                                           | 7 mai - 17 juin 2002              | Jean-Pierre Raffarin (1) |
| Michèle Alliot-Marie (nommée en 2007)   | Ministre de la Défense | 17 juin 2002 - 30 mars 2004       | Jean-Pierre Raffarin (2) |
| Michèle Alliot-Marie (nommée en 2007)   | Ministre de la Défense | 31 mars 2004 - 31 mai 2005        | Jean-Pierre Raffarin (3) |
| Michèle Alliot-Marie (nommée en 2007)   | Ministre de la Défense | 2 juin 2005 - 15 mai 2007         | Dominique de Villepin    |
| Bernard Kouchner (nommé en 2007)        | Secrétaire d'État auprès du ministre des Affaires sociales et de l'Emploi, chargé de l'Insertion sociale                                    | 13 mai - 22 juin 1988             | Michel Rocard (1)        |
| Bernard Kouchner (nommé en 2007)        | Secrétaire d'État auprès du Premier ministre, chargé de l'Action humanitaire                                                                | 28 juin 1988 - 15 mai 1991        | Michel Rocard (2)        |
| Bernard Kouchner (nommé en 2007)        | Secrétaire d'État à l'Action humanitaire, auprès du ministre d'État, ministre des Affaires étrangères                                       | 17 mai 1991 - 2 avril 1992        | Édith Cresson            |
| Bernard Kouchner (nommé en 2007)        | Ministre de la Santé et de l'Action humanitaire                                                                                             | 2 avril 1992 - 29 mars 1993       | Pierre Bérégovoy         |
| Bernard Kouchner (nommé en 2007)        | Secrétaire d'État à la Santé, auprès de la ministre de l'Emploi et de la Solidarité                                                         | 4 juin 1997 - 17 novembre 1998    | Lionel Jospin            |
| Bernard Kouchner (nommé en 2007)        | Secrétaire d'État à la Santé et à l'Action sociale, auprès de la ministre de l'Emploi et de la Solidarité                                   | 17 novembre 1998 - 7 juillet 1999 | Lionel Jospin            |
| Bernard Kouchner (nommé en 2007)        | Ministre délégué à la Santé, auprès de la ministre de l'Emploi et de la Solidarité                                                          | 6 février 2001 - 6 mai 2002       | Lionel Jospin            |
| Brice Hortefeux (nommé en 2007)         | Ministre délégué aux Collectivités territoriales, auprès du ministre d'État, ministre de l'Intérieur et de l'Aménagement du territoire      | 2 juin 2005 - 26 mars 2007        | Dominique de Villepin    |
| Brice Hortefeux (nommé en 2007)         | Ministre délégué aux Collectivités territoriales, auprès du ministre de l'Intérieur et de l'Aménagement du territoire                       | 26 mars - 15 mai 2007             | Dominique de Villepin    |
| Xavier Betrand (nommé en 2007)          | Secrétaire d'État à l'Assurance maladie, auprès du ministre de la Santé et de la Protection sociale                                         | 31 mars - 29 novembre 2004        | Jean-Pierre Raffarin (3) |
| Xavier Betrand (nommé en 2007)          | Secrétaire d'État à l'Assurance maladie, auprès du ministre des Solidarités, de la Santé et de la Famille                                   | 29 novembre 2004 - 31 mai 2005    | Jean-Pierre Raffarin (3) |
| Xavier Betrand (nommé en 2007)          | Ministre de la Santé et des Solidarités | 2 juin 2005 - 15 mai 2007         | Dominique de Villepin    |
| Xavier Darcos (nommé en 2007)           | Ministre délégué à l'Enseignement scolaire, auprès du ministre de la Jeunesse, de l'Éducation nationale et de la Recherche                  | 7 mai - 17 juin 2002              | Jean-Pierre Raffarin (1) |
| Xavier Darcos (nommé en 2007)           | Ministre délégué à l'Enseignement scolaire, auprès du ministre de la Jeunesse, de l'Éducation nationale et de la Recherche                  | 17 juin 2002 - 30 mars 2004       | Jean-Pierre Raffarin (2) |
| Xavier Darcos (nommé en 2007)           | Ministre délégué à la Coopération, au Développement et à la Francophonie, auprès du ministre des Affaires étrangères                        | 31 mars 2004 - 31 mai 2005        | Jean-Pierre Raffarin (3) |
| Roselyne Bachelot (nommée en 2007)      | Ministre de l'Écologie et du Développement durable                                                                                          | 7 mai - 17 juin 2002              | Jean-Pierre Raffarin (1) |
| Roselyne Bachelot (nommée en 2007)      | Ministre de l'Écologie et du Développement durable                                                                                          | 17 juin 2002 - 30 mars 2004       | Jean-Pierre Raffarin (2) |
| Christine Lagarde (nommée en 2007)      | Ministre déléguée au Commerce extérieur, auprès du ministre de l'Économie, des Finances et de l'Industrie                                   | 2 juin 2005 - 15 mai 2007         | Dominique de Villepin    |
| Éric Woerth (nommé en 2007)             | Secrétaire d'État à la Réforme de l'État, auprès du ministre de la Fonction publique et de la Réforme de l'État                             | 31 mars 2004 - 31 mai 2005        | Jean-Pierre Raffarin (3) |
| Dominique Bussereau (nommé en 2007)     | Secrétaire d'État aux Transports, auprès du ministre de l'Équipement, des Transports, du Logement, du Tourisme et de la Mer                 | 7 mai - 17 juin 2002              | Jean-Pierre Raffarin (1) |
| Dominique Bussereau (nommé en 2007)     | Secrétaire d'État aux Transports et à la Mer, auprès du ministre de l'Équipement, des Transports, du Logement, du Tourisme et de la Mer     | 17 juin 2002 - 30 mars 2004       | Jean-Pierre Raffarin (2) |
| Dominique Bussereau (nommé en 2007)     | Secrétaire d'État au Budget et à la Réforme budgétaire, auprès du ministre d'État, ministre de l'Économie, des Finances et de l'Industrie   | 31 mars - 29 novembre 2004        | Jean-Pierre Raffarin (3) |
| Dominique Bussereau (nommé en 2007)     | Ministre de l'Agriculture, de l'Alimentation, de la Pêche et de la Ruralité                                                                 | 29 novembre 2004 - 31 mai 2005    | Jean-Pierre Raffarin (3) |
| Dominique Bussereau (nommé en 2007)     | Ministre de l'Agriculture et de la Pêche | 2 juin 2005 - 15 mai 2007         | Dominique de Villepin    |
| Michel Barnier (nommé en 2007)          | Ministre de l'Environnement | 30 mars 1993 - 11 mai 1995        | Édouard Balladur         |
| Michel Barnier (nommé en 2007)          | Ministre délégué aux Affaires européennes, auprès du ministre des Affaires étrangères                                                       | 18 mai - 7 novembre 1995          | Alain Juppé (1)          |
| Michel Barnier (nommé en 2007)          | Ministre délégué aux Affaires européennes, auprès du ministre des Affaires étrangères                                                       | 7 novembre 1995 - 2 juin 1997     | Alain Juppé (2)          |
| Michel Barnier (nommé en 2007)          | Ministre des Affaires étrangères | 31 mars 2004 - 31 mai 2005        | Jean-Pierre Raffarin (3) |
| Christian Estrosi (nommé en 2007)       | Ministre délégué à l'Aménagement du territoire, auprès du ministre d'État, ministre de l'Intérieur et de l'Aménagement du territoire        | 2 juin 2005 - 26 mars 2007        | Dominique de Villepin    |
| Christian Estrosi (nommé en 2007)       | Ministre délégué à l'Aménagement du territoire, auprès du ministre de l'Intérieur et de l'Aménagement du territoire                         | 26 mars - 15 mai 2007             | Dominique de Villepin    |
| André Santini (nommé en 2007)           | Secrétaire d'État aux Rapatriés | 20 mars 1986 - 28 septembre 1987  | Jacques Chirac (2)       |
| André Santini (nommé en 2007)           | Ministre délégué auprès du ministre de la Culture et de la Communication, chargé de la Communication                                        | 28 septembre 1987 - 10 mai 1988   | Jacques Chirac (2)       |
| Jean-Marie Bockel (nommé en 2007)       | Secrétaire d'État auprès du ministre du Commerce, de l'Artisanat et du Tourisme                                                             | 23 juillet 1984 - 19 février 1986 | Laurent Fabius           |
| Jean-Marie Bockel (nommé en 2007)       | Ministre du Commerce, de l'Artisanat et du Tourisme                                                                                         | 19 février - 20 mars 1986         | Laurent Fabius           |
| Hubert Falco (nommé en 2008)            | Secrétaire d'État aux Personnes âgées, auprès du ministre des Affaires sociales, du Travail et de la Solidarité                             | 17 juin 2002 - 30 mars 2004       | Jean-Pierre Raffarin (2) |
| Hubert Falco (nommé en 2008)            | Ministre délégué aux Personnes âgées, auprès du ministre de la Santé et de la Protection sociale                                            | 31 mars - 28 octobre 2004         | Jean-Pierre Raffarin (3) |
| Anne-Marie Idrac (nommée en 2008)       | Secrétaire d'État aux Transports, auprès du ministre de l'Aménagement du territoire, de l'Équipement et des Transports                      | 18 mai - 7 novembre 1995          | Alain Juppé (1)          |
| Anne-Marie Idrac (nommée en 2008)       | Secrétaire d'État aux Transports, auprès du ministre de l'Équipement, du Logement, des Transports et du Tourisme                            | 7 novembre 1995 - 2 juin 1997     | Alain Juppé (2)          |
| Patrick Devedjian (nommé en 2008)       | Ministre délégué aux Libertés locales, auprès du ministre de l'Intérieur, de la Sécurité intérieure et des Libertés locales                 | 7 mai - 17 juin 2002              | Jean-Pierre Raffarin (1) |
| Patrick Devedjian (nommé en 2008)       | Ministre délégué aux Libertés locales, auprès du ministre de l'Intérieur, de la Sécurité intérieure et des Libertés locales                 | 17 juin 2002 - 30 mars 2004       | Jean-Pierre Raffarin (2) |
| Patrick Devedjian (nommé en 2008)       | Ministre délégué à l'Industrie, auprès du ministre d'État, ministre de l'Économie, des Finances et de l'Économie                            | 31 mars - 29 novembre 2004        | Jean-Pierre Raffarin (3) |
| Patrick Devedjian (nommé en 2008)       | Ministre délégué à l'Industrie, auprès du ministre de l'Économie, des Finances et de l'Économie                                             | 29 novembre 2004 - 31 mai 2005    | Jean-Pierre Raffarin (3) |
| François Baroin (nommé en 2010)         | Secrétaire d'État auprès du Premier ministre, porte-parole du Gouvernement                                                                  | 18 mai - 7 novembre 1995          | Alain Juppé (1)          |
| François Baroin (nommé en 2010)         | Ministre de l'Outre-mer | 2 juin 2005 - 26 mars 2007        | Dominique de Villepin    |
| François Baroin (nommé en 2010)         | Ministre de l'Intérieur et de l'Aménagement du territoire                                                                                   | 26 mars - 15 mai 2007             | Dominique de Villepin    |
| Marc-Philippe Daubresse (nommé en 2010) | Secrétaire d'État au Logement, auprès du ministre de l'Emploi, du Travail et de la Cohésion sociale                                         | 31 mars - 28 octobre 2004         | Jean-Pierre Raffarin (3) |
| Marc-Philippe Daubresse (nommé en 2010) | Ministre délégué au Logement et à la Ville, auprès du ministre de l'Emploi, du Travail et de la Cohésion sociale                            | 28 octobre 2004 - 31 mai 2005     | Jean-Pierre Raffarin (3) |
| Marie-Anne Montchamp (nommée en 2010)   | Secrétaire d'État aux Personnes handicapées, auprès du ministre de la Santé et de la Protection sociale                                     | 31 mars - 29 novembre 2004        | Jean-Pierre Raffarin (3) |
| Marie-Anne Montchamp (nommée en 2010)   | Secrétaire d'État aux Personnes handicapées, auprès du ministre des Solidarités, de la Santé et de la Famille                               | 29 novembre 2004 - 31 mai 2005    | Jean-Pierre Raffarin (3) |
| Gérard Longuet (nommé en 2011)          | Secrétaire d'État aux Postes et Télécommunications, auprès du ministre de l'Industrie, des Postes et Télécommunications et du Tourisme      | 20 mars - 19 août 1986            | Jacques Chirac (2)       |
| Gérard Longuet (nommé en 2011)          | Ministre délégué aux Postes et Télécommunications, auprès du ministre de l'Industrie, des Postes et Télécommunications et du Tourisme       | 19 août 1986 - 10 mai 1988        | Jacques Chirac (2)       |
| Gérard Longuet (nommé en 2011)          | Ministre de l'Industrie, des Postes et Télécommunications et du Commerce extérieur                                                          | 30 mars 1993 - 14 octobre 1994    | Édouard Balladur         |

## Évolution de la popularité

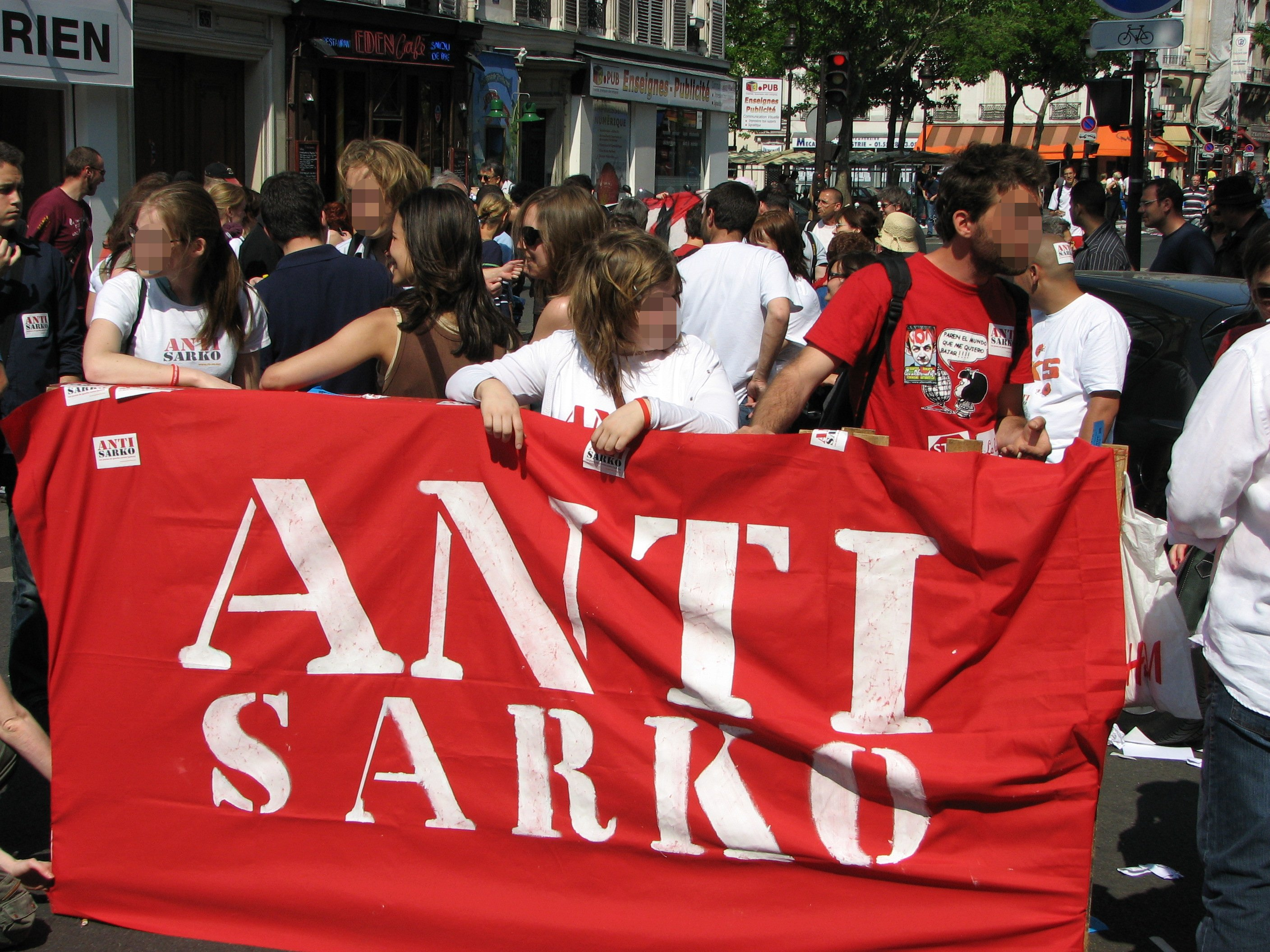
Manifestants contre Nicolas Sarkozy lors de la fête du Travail, le 1er mai 2007.

Au début de son quinquennat, Nicolas Sarkozy jouit d'une importante popularité, qui varie de 65 % à 70 % d'opinions positives. À partir du second semestre 2007, son image s'effrite dans l'opinion en raison, selon plusieurs sondeurs, d'un style jugé trop « bling-bling ». Dans le même temps, la cote de popularité de son Premier ministre, François Fillon, demeure à un niveau élevé, Nicolas Sarkozy gouvernant en « omniprésident » et prenant ainsi sur lui l'impopularité d'habitude réservée au chef du gouvernement. Cette situation atteint son paroxysme en mars 2010, lorsque Nicolas Sarkozy envisage de changer de Premier ministre ; après avoir envisagé de placer Jean-Louis Borloo à la tête du gouvernement, il renonce finalement à cette idée. Au cours de l'année 2010, la courbe d'impopularité de Nicolas Sarkozy dépasse le seuil des 70 %. À plusieurs reprises, le président revient à la politique intérieure et au « thème refuge » de l'insécurité afin de ressouder son électorat, d'après les commentateurs politiques.
Philip Gourevitch (en), journaliste pour le New York Times et observateur de la politique française, estime que « ce qui rebute les Français chez Nicolas Sarkozy, ce n'est pas tant sa politique que son style. » Le « style » de Nicolas Sarkozy semble en effet être un élément important de sa baisse de popularité durant son quinquennat. À titre d'exemple, les événements étant intervenus dans sa vie privée (le divorce avec son épouse Cécilia, son remariage avec Carla Bruni) ont pu embarrasser les personnes âgées, plus conservatrices et généralement soutien de la droite. L'Encyclopædia Universalis note à ce propos que « le style présidentiel, se voulant résolument plus décontracté, moins guindé, voire un peu familier, a été discrètement corrigé après avoir franchi les limites du supportable aux yeux de l'opinion lors de certains voyages privés. » Son interventionnisme en matière de politique étrangère, et notamment ses efforts pour sauver l'Union européenne de la crise, n'augmente pas durablement sa cote de confiance. L'impopularité du président apparaît progressivement comme s'étant cristallisée, en particulier à la suite des difficultés économiques de longue durée rencontrées à la suite de la crise financière.